# 제1차 세계 대전
제1차 세계 대전(한국 한자: 第一次世界大戰, 영어: World War I, WWI)은 1914년 7월 28일부터 1918년 11월 11일까지 일어난 유럽을 중심으로 한 세계 대전이다. 1914년 오스트리아-헝가리가 세르비아에게 선전포고를 하며 시작되었고, 1918년 독일의 항복으로 끝이 났다. 제2차 세계 대전이 발생하기 전까지는 단순히 세계 대전(한국 한자: 世界大戰, 영어: World War) 또는 대전쟁(한국 한자: 大戰爭, 영어: Great War)이라고 불렸다. 미국에서는 처음에 유럽 전쟁(영어: European War)이라고 불렸다. 제1차 세계 대전으로 병사 900만명 이상이 사망했다. 기술 및 산업의 고도화와 전술적 교착 상태로 인해 사상자 비율이 악화되었다. 제1차 세계 대전은 사망자가 많았던 전쟁 중 하나이며, 참전국의 수많은 혁명 등을 포함하여 주요한 정치적 변화가 일어났다.
이 전쟁은 전 세계의 경제를 두 편으로 나누는 거대한 강대국 간 동맹끼리 일어난 충돌이다. 한쪽 편은 대영제국, 프랑스, 러시아 제국의 삼국 협상을 기반으로 한 협상국과 미국을 포함한 연합국, 다른 한편은 독일 제국과 오스트리아-헝가리 제국이 있는 동맹국이다. 이탈리아 왕국은 독일 제국, 오스트리아-헝가리 제국과 함께 삼국 동맹에 가입되어 있었지만 동맹국에 참여하지 않았고 나중에는 협상국으로 참가하며 오스트리아-헝가리 제국을 침공했다. 이러한 동맹은 재조직되었고 더 많은 국가가 전쟁에 참여하도록 압력을 가하면서 확장되었다. 이탈리아 왕국, 일본, 미국이 연합국에 가입했으며 오스만 제국, 불가리아 왕국이 동맹국에 가담했다. 궁극적으로 유럽인 6천만 명을 포함한 군인 7천만 명이 전쟁에 가담하면서 역사적으로 가장 큰 전쟁 중 하나에 동원되었다.
이 전쟁의 근본적인 원인은 신제국주의 때문이었지만, 직접적인 원인은 1914년 6월 28일 사라예보에서 오스트리아-헝가리 제국 왕위 후계자인 프란츠 페르디난트 대공이 세르비아 국민주의자 가브릴로 프린치프에게 암살당한 사건이다. 이 사건으로 인해 오스트리아-헝가리 제국이 세르비아 왕국에게 최후 통첩을 전달하면서 7월 위기가 시작되었고, 지난 수십년에 걸쳐 형성된 국제적 동맹끼리 서로 연결되었다. 수주 이내에 강대국끼리 전쟁을 시작했고 이 분쟁은 전 세계로 퍼져나갔다.
7월 28일, 오스트리아-헝가리 제국이 세르비아를 침공하면서 제1차 세계 대전이 시작되었다. 러시아가 총동원령을 내리면서 독일군은 중립국인 룩셈부르크와 벨기에를 침공하면서 프랑스로 진격했고, 이로 인해 영국이 독일에게 선전포고했다. 파리 앞에서 독일군이 진격을 멈춘 이후, 서부 전선은 1917년까지 참호전과 같은 소모전 양상으로 굳어지게 된다. 한편, 동부 전선에서는 러시아군이 오스트리아-헝가리 제국 내로 진격하는데는 성공했지만 동프로이센 침공은 독일군의 반격으로 실패하게 된다. 1914년 11월에는 오스만 제국이 참전하면서 전역이 캅카스, 메소포타미아, 중동 등으로 확대되게 된다. 이탈리아 왕국과 불가리아 왕국은 1915년 참전했고, 루마니아 왕국은 1916년 참전했으며, 미국은 1917년 참전했다.
러시아 정부가 1917년 3월 붕괴된 이후 동부 전선이 해소되었으며 이후 10월 혁명으로 인해 동맹국이 러시아 영토를 획득했다. 1918년 11월 4일, 오스트리아-헝가리 제국은 휴전에 합의했다. 1918년 서부 전선에서 독일군의 춘계 공세 이후, 연합군은 일련의 공세를 방어하고 이후 진격하여 독일군 참호들을 점령하기 시작했다. 독일 11월 혁명 이후, 독일이 1918년 11월 11일 휴전에 합의하면서 연합국이 전쟁에서 승리하게 되었다.
전쟁이 끝나면서, 러시아 제국, 독일 제국, 오스트리아-헝가리 제국, 오스만 제국 등 4개 주요 제국이 해체되게 되었다. 앞의 2개 제국은 승계국가가 탄생했지만 많은 영토를 잃었으며 후자의 2개 제국은 완전히 해체하게 되었다. 유럽 및 서남아시아 지도는 새로운 독립 국가가 생기면서 새롭게 그려지게 되었다. 또한, 이러한 끔찍한 전쟁이 일어나는 것을 막기 위한 목적으로 국제 연맹이 탄생하게 되었다. 그러나 이 목표는 유럽의 민족주의 부활과 독일에서 파시즘의 장악으로 인해 상황이 악화되며 실패하게 되었다. 이러한 상황은 제2차 세계 대전의 원인이 되었다.

## 명칭
1914년 10월 캐나다 잡지 맥클린스에서는 "어떤 전쟁은 스스로 이름을 붙인다. 그것이 대전(Great War)이다"라고 말했다. 1914년 말 뉴욕에서 발행한 전쟁의 기원 및 초기 역사에 관한 책의 제목은 "세계 대전"(World War)라는 이름으로 붙여졌다. 전간기 기간 동안, 영미권에서는 이 전쟁을 세계 대전(World war) 또는 대전(Great war)라고 불렀다.
"제1차 세계 대전"이라는 용어는 1914년 9월 독일 철학자 에른스트 헤켈이 "'유럽 전쟁'의 두려움에 관한 과정이나 성격에는 의심의 여지가 없다...(중략) 단어의 전체적 의미에서 이것은 '제1차 세계 대전'이라고 불릴 것이다"라고 말하면서 시작되었다. 또한, 제1차 세계 대전이라는 말은 장교이자 저널리스트인 찰스 아 코르트 레핑턴(Charles à Court Repington)이 지은 1920년대 역사책 제목이기도 했다. 1939년 제2차 세계 대전이 시작된 이후, "제1차 세계 대전"이라는 말이 보편화되었으며 캐나다와 영국에서는 ‘First World War’이라는 용어를, 미국에서는 ‘World War I’이라는 용어로 사용한다.

## 배경

### 정치 및 군사적 동맹
19세기 유럽 강대국들은 유럽 전역에서 힘의 균형을 유지하기 위해 많은 노력을 했다. 그 결과 1900년에는 복잡한 정치, 군사적 동맹 네트워크를 형성하게 되었다. 이 동맹은 1815년 프로이센, 오스트리아, 러시아의 신성 동맹으로부터 시작했다. 1873년 10월에는 독일 총리 오토 폰 비스마르크가 독일, 오스트리아-헝가리, 러시아 사이 삼제 동맹(Dreikaiserbund)을 체결했다. 이 동맹은 오스트리아-헝가리와 러시아 간에 발칸반도에 대한 정책에 동의할 수 없었기 때문에 1879년 독일과 오스트리아-헝가리는 삼제 동맹에 탈퇴하여 독오 동맹을 따로 만들었다. 한편, 오스만 제국의 발칸반도에 대한 영향력이 지속적으로 약화되면서 발칸반도에 대한 러시아의 영향력은 반대로 증가하게 되었다. 이 독오 동맹은 1882년 이탈리아 왕국이 가입하면서 삼국 동맹으로 변화했다.

제1차 세계 대전 당시의 군사 동맹 지도. 협상국은 초록색으로 나타냈으며, 동맹국은 갈색으로 나타냈다.

비스마르크는 프랑스와 러시아 두 나라간의 양면전선 전쟁을 피하기 위해 독일과 러시아간의 동맹을 유지하기 위해 노력했다. 그러나, 빌헬름 2세가 독일의 황제 지위에 오르면서 비스마르크는 퇴위를 강요당했고 비스마르크가 세운 동맹 시스템은 점차 해체되었다. 예를 들어, 빌헬름 2세는 1890년 러시아와의 재보장 조약 갱신을 거부했다. 4년 후인 1894년, 3제 동맹을 막기 위하여 러불 동맹이 공식적으로 체결되었다. 1904년, 영국은 프랑스와 함께 영불 협상(Entente Cordiale)을 맺었으며 1907년에는 영국이 영러 협상을 체결했다. 이 조약은 공식적으로 영국-프랑스-러시아 동맹으로 이루어지진 않았지만, 프랑스나 러시아가 분쟁을 겪을 경우 영국이 참가하게 된다는 항목이 있었으며, 이러한 양자 연동 협정을 삼국 협상으로 알려졌다.

### 군비 경쟁
1871년 보불전쟁에서 독일이 승리하여 독일이 통일한 이후, 산업 및 경제력이 급상승하게 되었다. 1890년대 중반부터 빌헬름 2세는 중요한 경제 자원을 알프레트 폰 티르피츠가 지휘하는 독일 제국해군에 투자하여 영국 해군과 해군 군비 경쟁을 하게 되었다. 그 결과, 각 국가들은 주력함을 더욱 많이 건조하기 위해 노력했다. 1906년 HMS 드레드노트의 건조 이후 대영제국은 독일 제국과의 경쟁에서 중요한 위치를 선점하게 되었다. 영국과 독일 사이의 군비 경쟁은 모든 유럽 주요국이 유럽 전역의 분쟁에 필요한 장비와 무기를 생산하는 데 산업 기반을 기울이면서 유럽 전역으로 경쟁이 확장되었다. 1908년부터 1913년까지 유럽 국가의 군비 지출은 50% 상승했다.

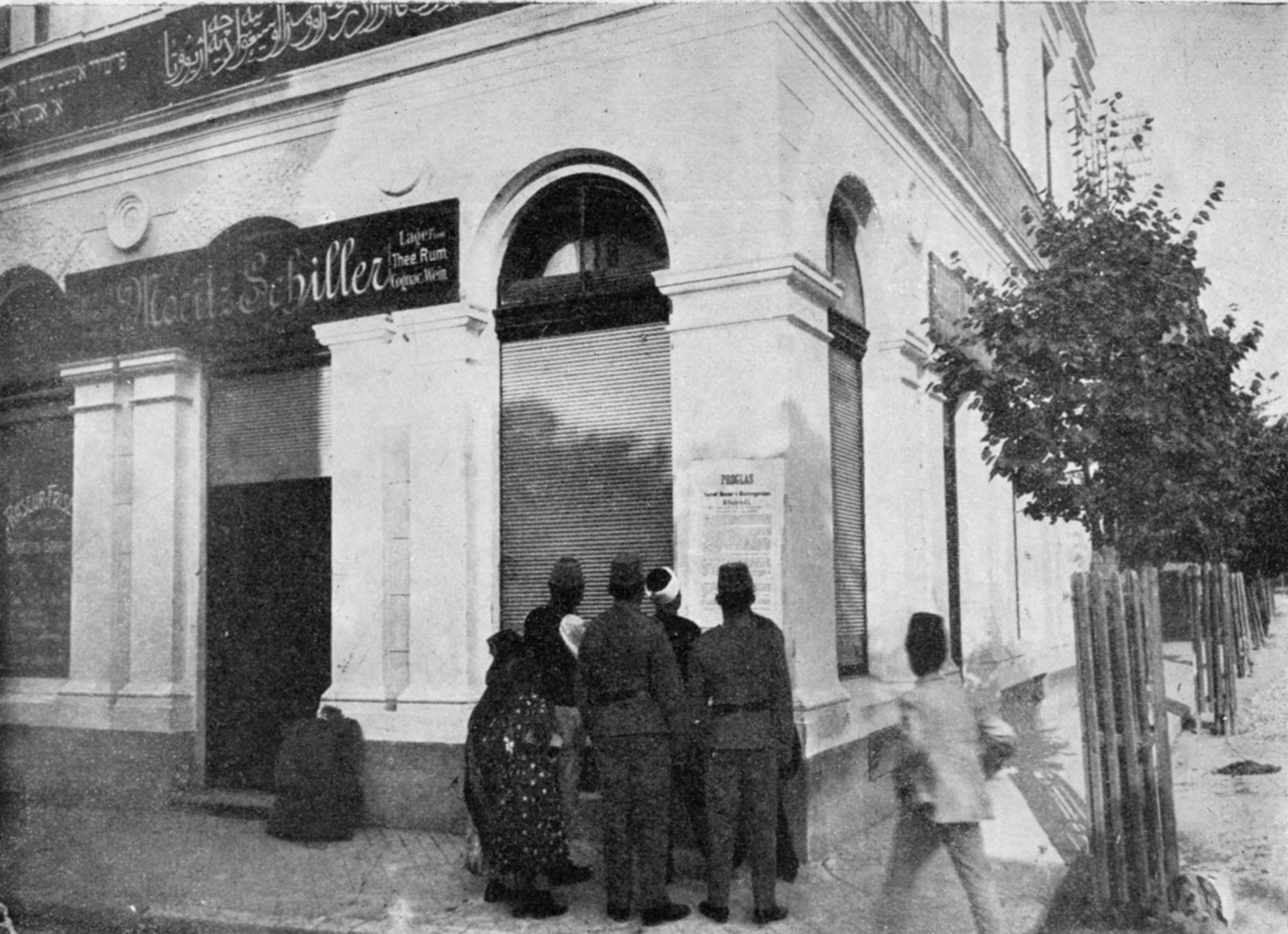
1908년 오스트리아의 보스니아 병합을 선포하는 포스터를 읽는 사라예보 시민.

### 발칸 반도의 분쟁
오스트리아-헝가리 제국은 과거 오스만 제국의 영토였던 1878년 이후 보스니아 헤르체고비나를 점령한 이후 1908년부터 1909년까지 보스니아 위기가 도래하게 되었다. 이 점령으로 세르비아 왕국 및 그 국가의 후원자인 범슬라브주의 동방 정교회의 러시아 제국을 화나게 했다. 이 지역에서 러시아의 행보는 이미 "유럽의 화약고"로 널리 알려진 발칸반도의 균형을 붕괴시켜 평화 협정을 불안정하게 만들었다. 1912년부터 1913년까지 발칸 동맹과 오스만 제국 사이의 전쟁인 제1차 발칸 전쟁이 발발했다. 이 전쟁 결과 체결된 런던 조약에서 알바니아는 독립했으며, 불가리아, 세르비아, 몬테네그로, 그리스는 영토를 확대하면서 오스만 제국의 영토가 감소했다. 1913년 6월 16일, 불가리아가 세르비아 및 그리스를 침공하면서 발발한 33일간의 제2차 발칸 전쟁에서는 불가리아가 패배하여 세르비아와 그리스에게 마케도니아 대부분을, 루마니아에게 남도브루자를 빼앗기게 되었으며 발칸반도를 불안정하게 만들었다.

## 서막

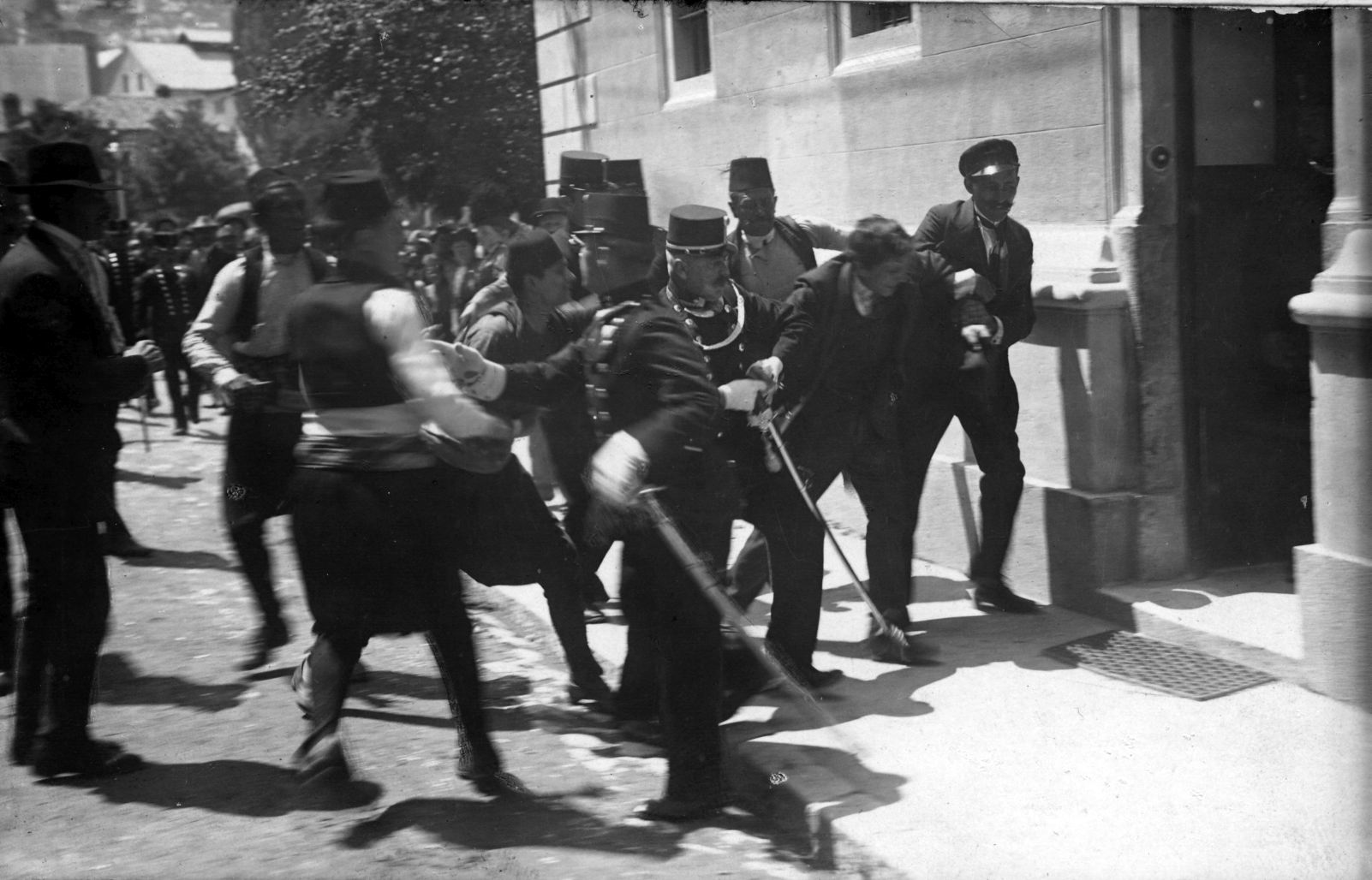
이 사진은 일반적으로 가브릴로 프린치프가 체포당하는 사진이라고 생각하고 있지만, 일부는 사건 당시 방관자였던 페르디난드 베흐를 찍은 사진이라고 주장한다.

### 사라예보 사건
1914년 6월 28일, 오스트리아의 프란츠 페르디난트 대공이 보스니아 헤르체고비나의 수도인 사라예보를 방문했다. 세르비아의 흑수단이 지원하는 청년 보스니아 민족주의 단체의 암살단 6명 츠벳코 포포비치(Cvjetko Popović), 가브릴로 프린치프, 무함마드 메메드바시치(Muhamed Mehmedbašić), 네델코 차브리노비치(Nedeljko Čabrinović), 트리프코 그라베츠(Trifko Grabež), 바소 쿠브릴로비치(Vaso Čubrilović)는 대공의 차량 행렬이 지나가는 거리에 서 있었다. 차브리노비치가 차에 수류탄을 던졌지만 차를 놓쳤다. 근처의 군중 몇몇이 부상을 입었고, 프란츠 페르디난트의 차는 계속 움직일 수 있었다. 다른 암살단은 차가 빠르게 지나쳐 암살할 수 없었다. 약 한시간 후, 페르디난트 대공이 사라예보 병원을 방문하고 돌아올 때 길을 잘못 들려 우연히 프린치프가 서는 곳을 지나가게 되었다. 프린치프는 권총을 발사해 프란츠 페르디난트와 그의 아내 호엔베르크 여공작 조피를 암살하는 데 성공한다. 하지만 오스트리아 내에서 사람들의 반응은 차가울 정도로 무관심한 수준이었다. 역사학자 즈비네크 제만(Zbyněk Zeman)은 나중에 "이 사건은 거의 어떠한 인상도 주지 못했다. 일요일과 월요일(6월 28일~29일)에 빈의 군중들은 아무 일도 없었던 것처럼 음악을 듣고 와인을 마시고 있었다."라고 전했다.

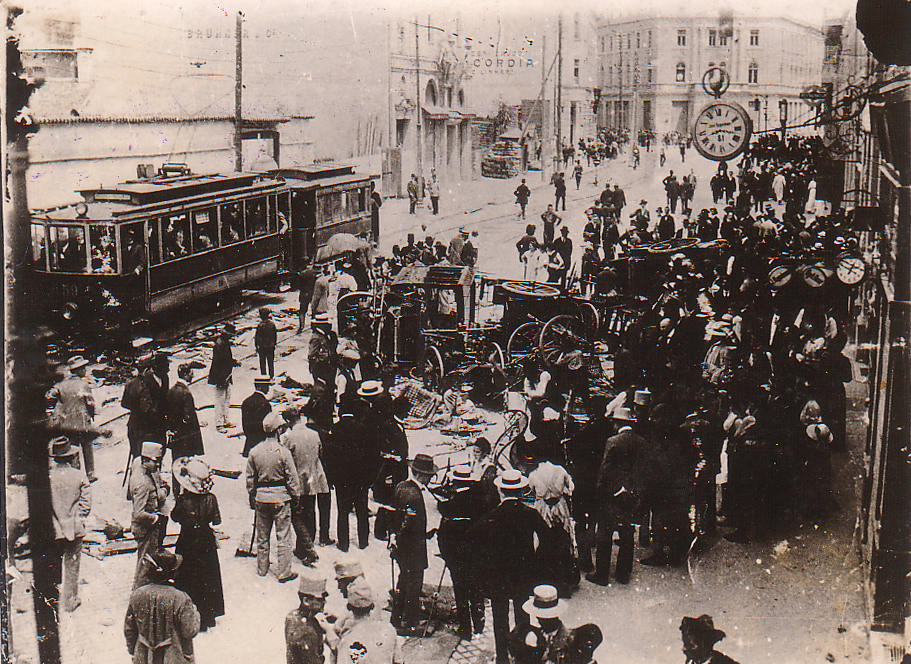
1914년 6월 29일 사라예보 반세르비아 폭동의 여파로 거리에 모여든 군중.

### 보스니아 헤르체고비나 폭력 사태의 확대
그러나 사라예보 내에서는 오스트리아 정부가 세르비아 주민들에 대한 폭력을 부추겼고, 그 결과 사라예보의 크로아티아인과 보스니아인이 세르비아인 두 명을 죽이고 세르비아인 소유의 건물을 불태우는 사라예보 반세르비아 폭동이 일어났다. 이 사건은 포그롬의 특성을 갖추었다. 작가 이보 안드리치는 "사라예보에서 증오의 열풍이 불었다"라면서 이런 폭력 사건에 대해 말했다. 세르비아인에 대한 폭력 행위는 사라예보에서뿐 아니라 현대의 크로아티아 및 보스니아 헤르체고비나의 영토에 위치한 오스트리아-헝가리 제국의 대도시에서도 일어났다. 보스니아 헤르체고비나의 오스트리아-헝가리 정부는 유명한 세르비아인 5,500명을 수감하고 송환했으며, 그 중 700명에서 2,200명이 감옥에서 사망했다고 통계내렸다. 세르비아인 460명은 사형 선고가 내려졌고, 이슬람교가 지배적이었던 지역에서는 슈츠크롭스(Schutzkorps)라는 민병대 집단이 형성되어 세르비아인들에 대한 핍박을 시작했다.

### 7월 위기
사라예보 암살 사건은 오스트리아-헝가리 제국, 러시아 제국, 독일 제국, 프랑스 제국, 대영제국 간 1달 간의 외교 기동으로 이끌어졌다. 오스트리아-헝가리 제국은 세르비아의 관리(특히 흑수단의 임원들)들이 이 사건과 관련되었다고 판단하고 보스니아 내에서 세르비아의 영향을 줄이기 위해 세르비아에게 의도적으로 전쟁을 자극할 10가지 요구 사항으로 구성된 7월 최후통첩을 보냈다. 세르비아가 10가지 요구사항 중 8가지만 수락하자, 오스트리아-헝가리 제국은 1914년 7월 28일 전쟁을 선포했다. 군사역사가인 휴 스트론은 "세르비아의 초기 모호한 응답에 관해 오스트리아-헝가리 제국이 행동에 차이를 주었을 것인지 아닌지는 의심해야 한다. 프란츠 페르디난드 대공은 그리 인기있는 성격은 아니였으며 제국은 그의 죽음에 그렇게 애도를 표하지는 않았다"라고 말했다.
오스트리아-헝가리 제국이 발칸 반도의 영향력을 넓히는 것이 내키지 않았던 세르비아 왕국의 오랜 지원국인 러시아 제국은 7월 29일 부분 동원령을 명령했다. 7월 30일 러시아 제국이 총동원령을 내리자, 같은 날 독일 제국은 동원령을 발동했다. 독일은 베를린의 대사를 통해 러시아에게 12시간 내에 동원령을 해제하지 않으면 전쟁 상황이 올 것이라는 최후 통첩을 보냈다. 러시아는 동원령을 해제하는 것에 협상하자는 응답을 보냈다. 그러나, 독일 제국은 협상을 거부하고 1914년 8월 1일 러시아에게 선전포고했다.
독일의 전쟁계획인 슐리펜 계획은 러시아가 동부에서 진군하기 전에 프랑스 지역을 빠르고 대규모로 침공해서 서부를 미리 제압한다는 전략이었다. 따라서, 러시아의 동원령 선포와 동시에 독일 제국은 프랑스에게 중립을 유지하라는 요구를 보냈다. 프랑스 내각은 즉시 군사 동원령을 내리라는 군의 압박에 저항하여 사건을 막기 위해 프랑스 국경에서 10 km 밖으로 군대를 철수하려는 움직임을 보였다. 독일 제국은 8월 2일 룩셈부르크를 침공했으며, 8월 3일에는 독일 제국이 프랑스에게 선전포고했다. 8월 4일, 벨기에가 자국의 영토를 통해 프랑스를 침공하려는 것에 대해 거부하자 독일 제국은 벨기에게도 선전포고했다. 영국은 벨기에의 중립 상태를 유지하라는 최후통첩을 독일 제국이 무시하자, 1914년 8월 4일 독일 제국에게 선전포고했다.

## 전쟁의 진행 과정

### 개전

#### 동맹국 사이의 혼란
동맹국의 전략은 잘못된 의사 소통으로 혼란을 빚었다. 독일은 오스트리아-헝가리 제국의 세르비아 침공에 도움을 주기로 약속했지만, 이것이 무엇을 의미하는지는 해석에 따라 달랐다. 이전의 군사 전개 훈련 계획은 1914년 초 개정되었지만, 개정 이후의 훈련 계획은 진행된 적이 없었다. 오스트리아-헝가리 제국의 지휘관들은 독일이 러시아와 전투하면서 북부 전선을 지원해 줄 것이라고 믿었다. 그러나, 독일은 프랑스를 침공하는 동안 오스트리아-헝가리 제국이 러시아군의 대부분을 막을 것이라 구상하고 계획을 세웠다. 이러한 혼란은 오스트리아-헝가리 제국 육군이 세르비아 전선과 러시아 전선으로 병력이 나뉘게 하는 원인이 되었다.
1914년 9월 9일 9월 계획(Septemberprogramm)에서는 독일의 총리 테오발트 폰 베트만-홀베크가 독일의 전쟁 목적 및 승리할 경우 연합국에게 요구할 사항 등에 대해 자세히 설명하는 계획을 내놓았다. 그러나, 이 문서는 공식적으로 채택되지 않았다.

#### 세르비아 전역

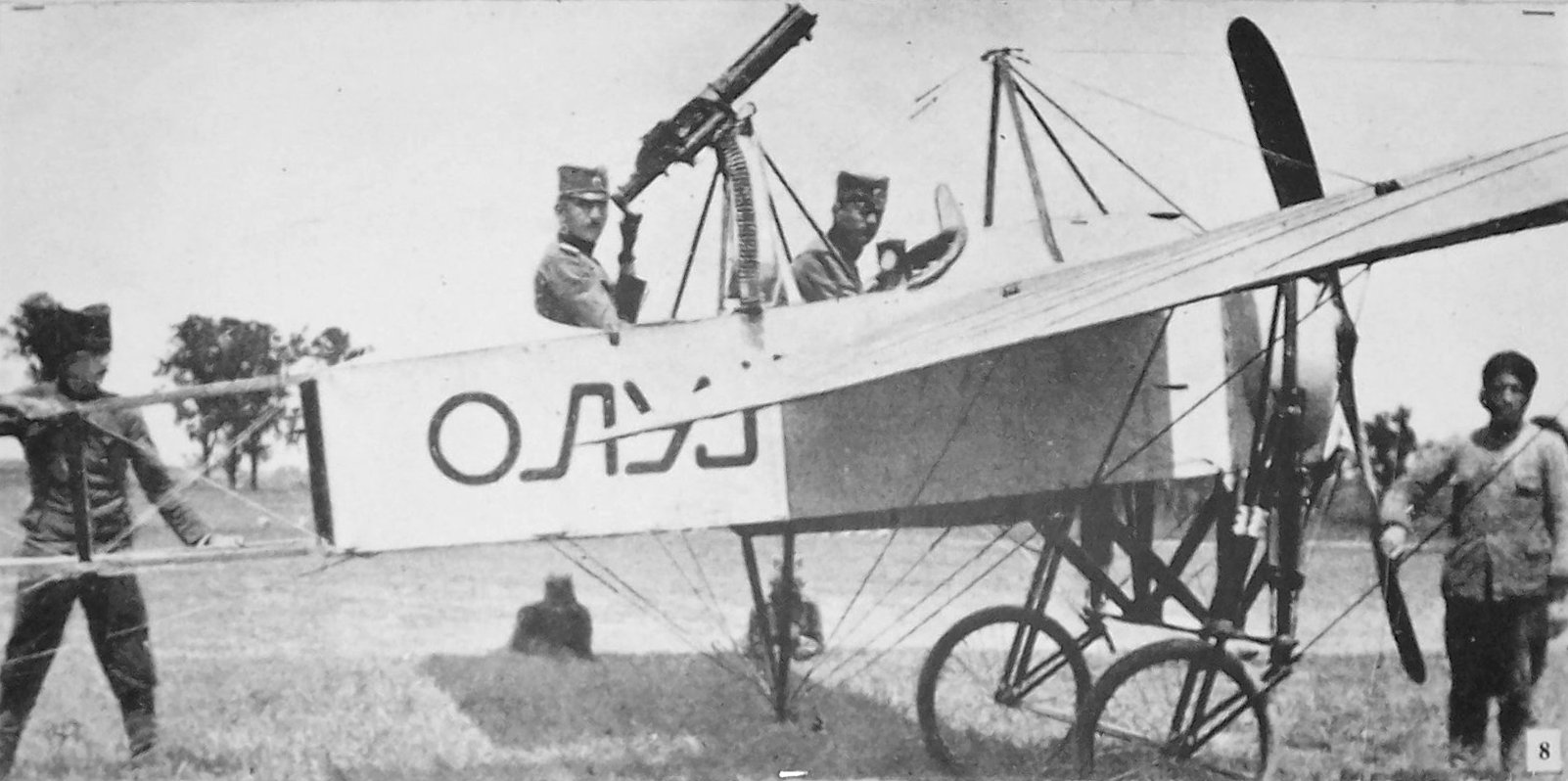
1915년, "올르흐"에서 세르비아군의 브레리오트 XI.

오스트리아가 침공하면서 8월 12일 오스트리아-헝가리 제국군과 세르비아군 간에 체르 전투와 콜루바라 전투가 발발했다. 이후 2주일 동안 오스트리아군의 공격은 대량의 인명 손실로 그치면서 전쟁 기간 동안 첫 번째 연합군의 주요 승리로 기록되었으며, 오스트리아-헝가리 제국의 신속한 승리에 대한 희망이 없어지고 말았다. 그 결과, 오스트리아는 러시아 전선에 대한 방어를 약화시키고 대신 세르비아 전선에 상당한 병력을 유지시켰다. 1914년 오스트리아-헝가리 제국의 세르비아 침공 실패는 지난 20세기동안 우월한 적을 상대로 승리한 전쟁 중 하나로 꼽힌다.
이 전역은 제1차 세계 대전에서 가장 어린 군인이 참전한 전역이다. 츠부스니카에 태어난 몸칠로 가브리치는 1914년 8월 오스트리아-헝가리군에게 그의 부모, 할머니, 형제 7명이 죽은 이후 8살에 세르비아 육군 제6 포병 사단에 입대했다. 10살때 그는 상병으로 승진했으며, 11살에는 하사 대리 병장이 되었다.

#### 벨기에와 프랑스의 독일군

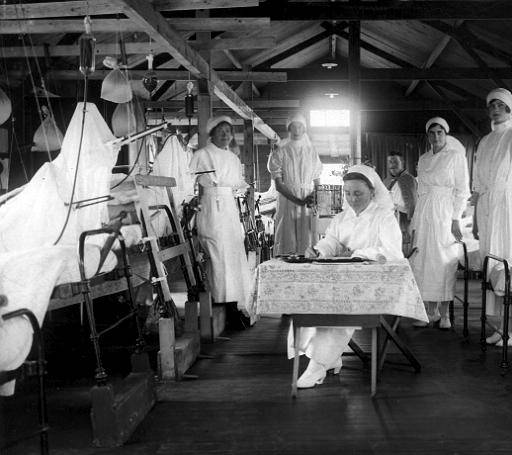
서부전선의 영국군 야전병원.

제1차 세계 대전이 발발하면서 독일군(제7 야전군의 서부군)은 개정된 슐리펜 계획에 따라 진군하기 시작했다. 이 독일군은 중립국인 벨기에를 통해 프랑스 국경으로 진군, 독일 국경에서 프랑스군을 둘러싸 남쪽으로 포위하는 작전에 투입되었다. 프랑스는 "독일과 러시아 사이에 전쟁이 발발할 경우, 우리는 완전히 자유로운 행동을 할 것"이라고 말했기 때문에 독일은 한 전선에서는 프랑스를 공격하는 동시에 다른 전선에서는 러시아를 공격할 것이라고 다짐하고 있었다. 이러한 시나리오를 충족시키기 위해, 슐리펜 계획은 1870~1871년의 보불전쟁과 같이 최대한 빨리 프랑스로부터의 항복을 얻어내기 위한 계획으로 짜여졌다. 또한, 프랑스에서 빠른 승리를 위해 라인 강의 서부가 국경과 맞닿아 있는 알자스로렌의 험한 지형을 통해 공격하는 대신 영국 해협으로 진군하여 영국의 지원을 저지한 이후 파리를 공격한다는 작전으로 이루어졌다. 이후 대부분의 군대를 러시아로 보냈다. 러시아는 동맹국에게 위협을 줄 수 있는 동원령을 완료하는데 오랜 기간이 필요할 것이라고 생각했다.

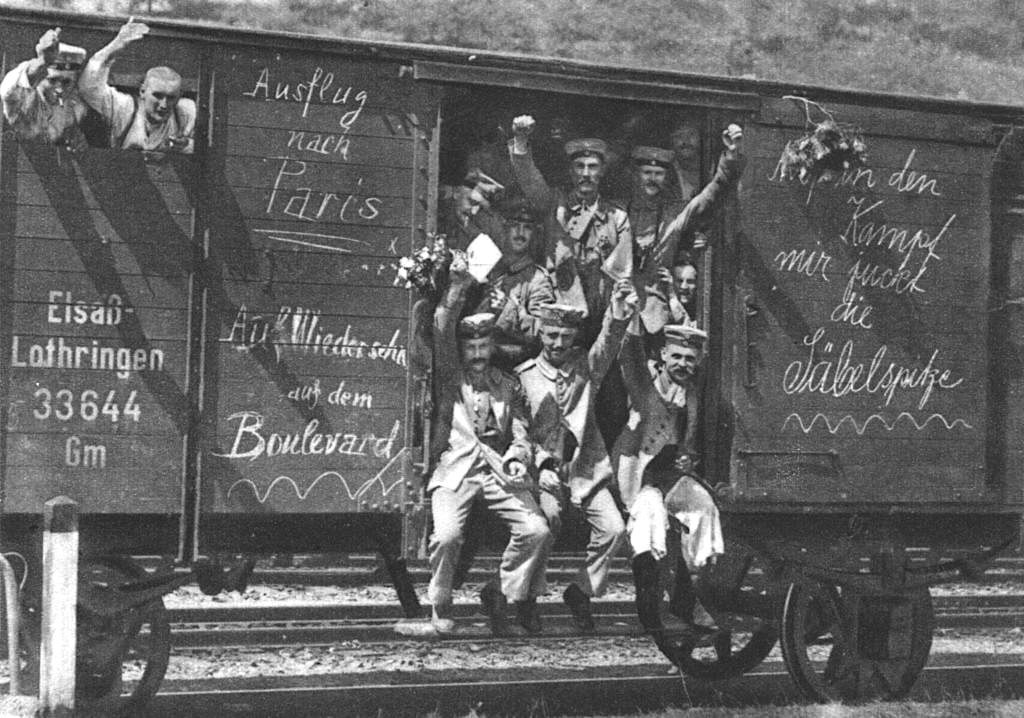
1914년, 전선으로 가는 길에 있는 화차에 있는 독일 군인. 전쟁 초기에는 양 측이 매우 짧은 전쟁으로 끝날 것이라고 예측했다.

기존의 모든 독일의 전쟁 계획은 독일군이 벨기에를 통해 행군하는 것이었다. 독일은 프랑스를 침공할 때 벨기에를 통한 자유로운 행군을 원했다(원래는 네덜란드도 포함되어 있었으나, 독일 황제 빌헬름 2세가 이를 거부했다). 중립국인 벨기에는 이를 거부했고, 따라서 독일은 벨기에를 침공하고자 했다. 프랑스 또한 벨기에를 통해 프랑스군을 이동시키고 싶었지만, 벨기에는 자국 영토에서 전쟁을 피할 수 있을 것이라는 희망으로 독일의 제안 뿐 아니라 프랑스의 제안 또한 거절했다. 결국, 독일의 벨기에 침공 이후 벨기에는 프랑스군과 함께 전투하고 싶지 않았지만 결국에는 벨기에군 대부분이 지원에 대한 모든 희망을 잃고 안트베르펜으로 후퇴하여 항복했다.
이 계획은 독일의 우측이 프랑스군을 우회하기 위해 진군해야 했고(프랑스군의 대부분은 프랑스-독일 국경에 몰려 있었다) 이후 파리까지 남쪽으로 진군해야 했다. 8월 11일부터 24일까지 국경 전투에서 독일군은 승리를 거뒀다. 9월 12일, 프랑스군은 영국 원정군의 도움을 받아 9월 5일부터 12일까지 이루어진 1차 마른 전투에서 독일군이 파리 동부로 진격하는 것을 방어했고 다시 독일군을 전선에서 50 km 후퇴시켰다. 이 전투는 서부 전선에서 기동전의 종말을 의미하는 것이었다. 프랑스군의 알자스 남부 공세는 8월 20일 뮐루즈 전투로 시작했지만 제한적인 성공만 거두었다.
동부전선에서는 독일 장교들이 예상한 것과는 달리 매우 일찍 2개 군으로 프랑스 침공을 시작했다. 프랑스 침공에 동원되기로 예정되었던 제8 야전군을 철도를 통해 재빨리 오스트프로이센 지역으로 이동시켰다. 파울 폰 힌덴부르크가 이끄는 이 군은 8월 17일부터 9월 2일까지 이어진 일련의 타넨베르크 전투에서 러시아군을 격파했다. 러시아의 침공을 좌절시켰지만, 지치지 않은 독일군을 동부로 이동시킨 결과 1차 마른 전투에서 연합국이 전술적 승리를 이끌었다. 동맹국은 프랑스에서 빠른 승리를 거두는 데 실패하고 2개 전선에서 전쟁을 시작해야 했다. 독일군은 프랑스 내의 방어하기 좋은 지역에서 전투를 했고, 영구히 잃어버린 것보다 더 많은 23만명의 프랑스군 및 영국군을 무력화시켰다. 그럼에도 불구하고, 통신 문제 및 납득하기 어려운 명령 결정은 독일군이 전쟁 초기 승리하는데 어려움을 주었다.

#### 아시아와 태평양 지역

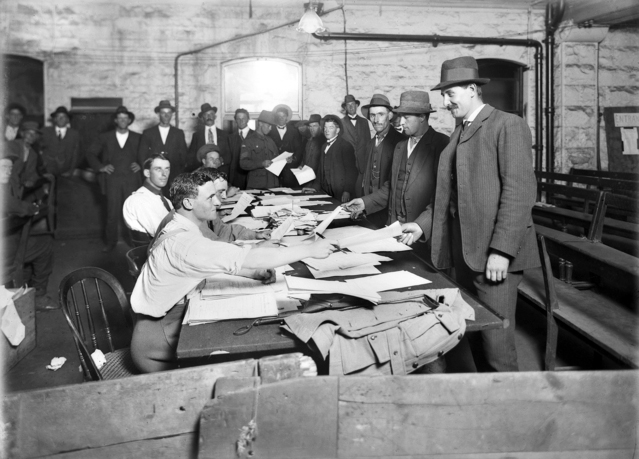
1914년 멜버른의 병력 충원소.

뉴질랜드는 1914년 8월 30일 독일령 사모아를 점령했다. 9월 11일, 오스트레일리아 해군 및 군사파견군(AN&MEF)이 독일령 뉴기니의 뉴포메른섬(나중에 뉴브리튼섬이 됨)에 상륙했다. 10월 28일, 페낭 해전에서 독일 순양함 SMS 엠덴이 러시아 순양함 젬추크를 침몰시켰다. 일본군은 독일의 미크로네시아 식민지를 장악하고 칭다오 전투를 통해 중국 산둥반도에 위치한 칭다오를 점령했다. 오스트리아-헝가리 제국 정부가 칭다오에 있는 오스트리아-헝가리 순양함 SMS 카이저린 엘리자베스의 철수를 거부하자, 일본은 독일 뿐 아니라 오스트리아-헝가리에게도 전쟁을 선포했다. 1914년 11월 이 함선은 칭다오 방어전에 참여했으며 나중에는 침몰했다. 몇 달 이내에, 연합군은 태평양의 독일령 지역을 장악했다. 오직 독일령 뉴기지 지역에서만 고립된 상선 기습 및 방어 태세만 있었다.

#### 아프리카 전구
전쟁의 첫 번째 충돌로는 아프리카에서 영국, 독일, 프랑스 사이 식민지 세력의 충돌이었다. 8월 6일~7일에 프랑스와 영국군은 토골란드 및 독일령 카메룬 지역을 침공했다. 8월 10일, 독일령 남서아프리카의 독일군은 남아프리카 공화국을 공격하기 시작했다. 전쟁의 나머지 기간 동안 산발적이고 치열한 전투가 이어졌다. 대령 파울 폰 레토우보르베크(Paul von Lettow-Vorbeck)가 이끄는 독일령 동아프리카 식민지군은 제1차 세계 대전 기간 동안 유격전을 이끌었고 유럽에서 휴전이 이루어진 지 2주가 지나서야 항복하였다.

#### 인도의 연합국 지원
영국 정부가 인도에서 반란이 일어날 것이라는 두려움과는 달리, 인도에서는 영국에 대한 충성과 전례없는 호의가 나타나게 되었다. 인도 국민 회의 및 기타 단체의 인도 정치 지도자들은 열심히 영국의 전쟁 노력을 지원했으며, 영국에 대한 전쟁 지원이 인도 자치 운동을 이끌어 줄 것이라고 생각했다. 사실 영국령 인도 제국군은 전쟁 초기에는 영국군보다는 열세였다. 인도 중앙 정부 및 인도 토후국이 많은 음식, 돈, 탄약 보급을 보내주는 동안 130만명 가량의 인도군 및 노동자가 유럽, 아프리카, 중동 등지에서 자원군으로 활동했다. 총 14만명이 유럽의 서부 전선으로 보내졌고, 70만명이 중동 전선으로 보내졌다. 제1차 세계 대전 동안 인도인 47,746명이 사망했고 65,126명이 부상을 입었다. 전쟁 자체로의 고통 뿐 아니라, 전쟁 이후에도 영국 정부가 인도 자치에 관해 별다른 관심을 보이지 않자 인도 자치 운동은 마하트마 간디가 주도하는 인도 독립 운동으로 발전하는 계기가 된다.

### 서부 전선

#### 참호전의 시작

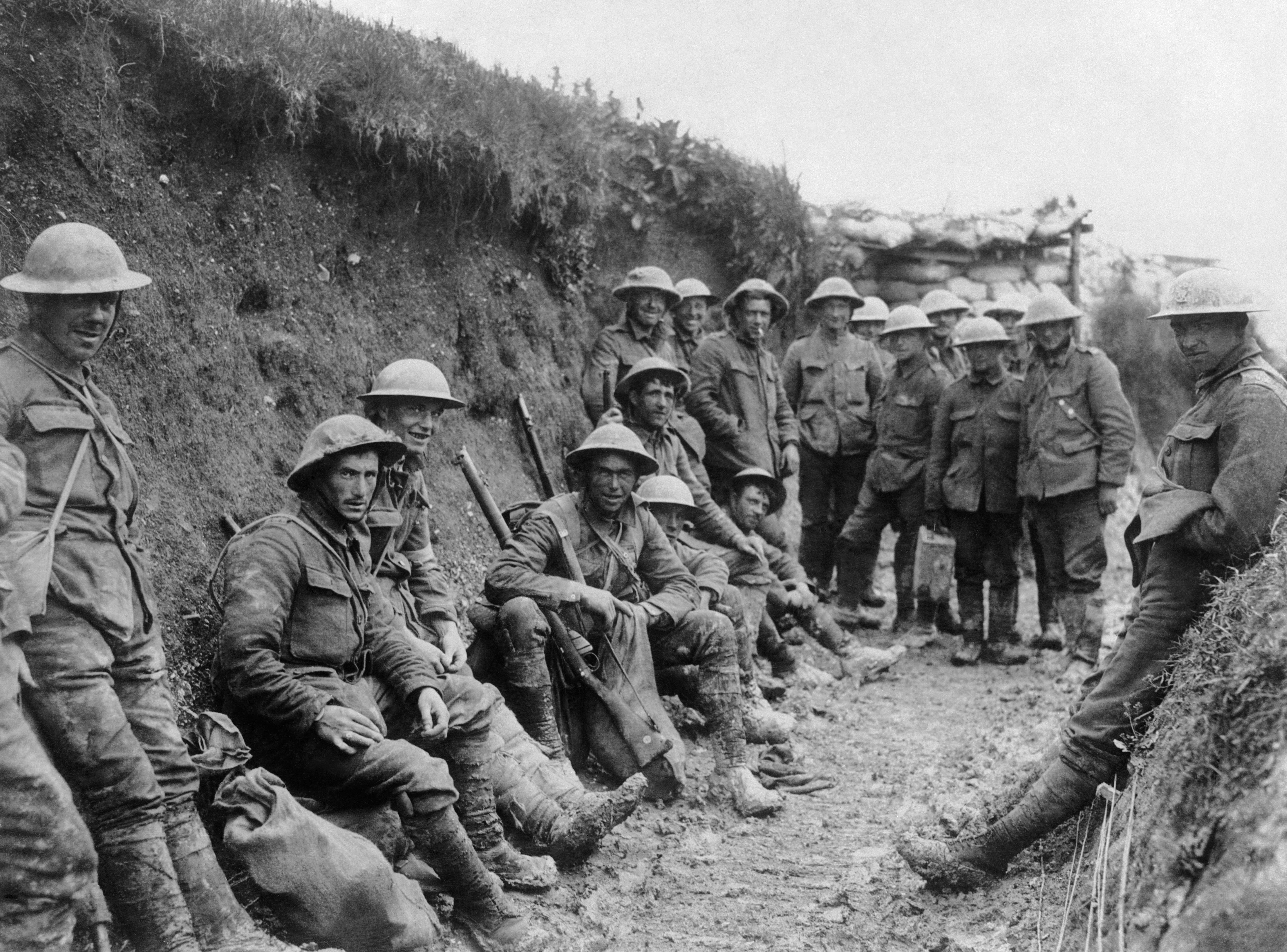
솜 전투 첫째 날 통신 참호에 있는 영국 얼스터 소총병

제1차 세계 대전 이전 군사 전술은 기술의 발전 속도를 따라잡는데 실패하면서 구식이 돼버렸다. 이러한 기술적 진보는 강한 방어적 전략으로 이끄는 원인이 되었으며, 구식의 전술로는 더 이상 대부분의 전쟁에서 돌파가 힘들어지게 되었다. 철조망은 밀집보병의 진군에 심각한 방해물이 되었으며, 포병은 기관총과 결합하여 개방지를 횡단하는 데 매우 어렵게 만들어 1870년대보다 더욱 치명적으로 발전했다. 양측 지휘관은 많은 사상자 없이 참호전 전략을 발전시키는 데 실패했다. 그러나, 이 때 기술 진보로 인해 화학 무기 및 전차가 발명되는 등 새로운 공격 무기를 개발하게 만들었다.
1914년 9월 5일부터 12일까지 일어난 1차 마른 전투 이후 협상국 및 독일군은 서로 측면을 포위하기 위해 북부에서 기동전을 시도했다. 이러한 일련의 기동전을 바다로의 경주라고 부른다. 이러한 측면 포위 시도가 모두 실패하면서, 영국 및 프랑스는 곧 독일 제국이 벨기에 해안부터 로렌 지역까지 단단하게 구축한 방어선을 구축한 것을 보게 되었다. 독일은 점령 지역을 방어하면서 영국 및 프랑스군에 대한 공격을 모색하고 있었다. 따라서, 독일군의 참호는 프랑스 및 영국군의 참호보다 더욱 많이 건설되었다. 영국-프랑스군의 참호는 독일군의 방어선을 돌파하기 전까지 머무르는 "임시적인" 방어선에만 끝나 있었다.
양측은 과학 기술의 진보를 이용하여 교착 상태를 깨려 시도했다. 1915년 4월 22일 제2차 이프르 전투에서는 독일군이 서부 전선에서 처음으로 (만국 평화 회의의 헤이그 협정을 위반하는) 염소 가스를 이용했다. 곧 양측에서 여러 종류의 가스 사용이 일반화되었고, 결정적으로 증명되진 않았지만 전투를 겪은 군인들은 독가스 전쟁이 가장 두렵고 기억에 남는 공포가 되었다. 1916년 9월 15일에는 전체적으로는 솜 전투의 일부인 플레르-쿠르슬레 전투에서 영국군이 처음으로 전차를 이용했고, 부분적으로 성공을 거두었다. 이후 전쟁이 진행되면서 전차의 효과는 커졌다. 독일군은 자신들이 디자인한 매우 적은 수의 전차를 사용했으며, 대부분은 연합국으로부터 노획한 전차를 전리품으로 이용했다.

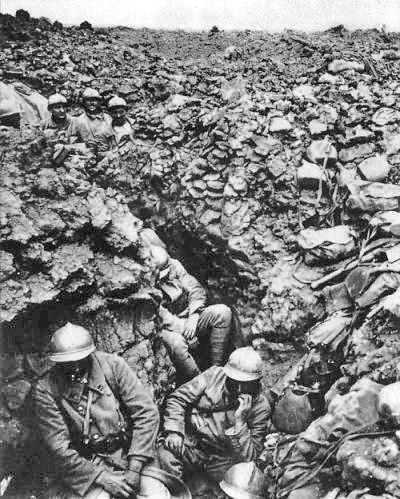
1916년, 베르됭의 프랑스 87연대.

#### 참호전의 지속

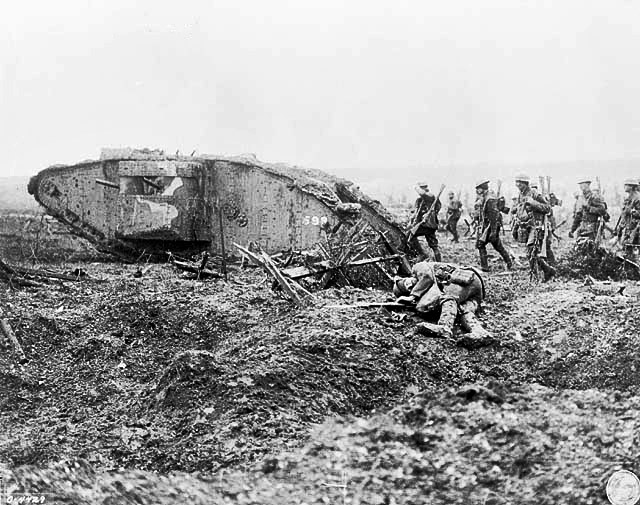
1917년, 비미 리지 전투에서 전진하는 캐나다군과 영국군 마크 II 전차.

양측 모두 2년 동안 서로에게 결정적인 타격을 줄 수 있는 공격을 하지 못했다. 1915~1917년 동안, 대영제국 및 프랑스는 전략, 전술적 방향의 측면의 선택 때문에 독일보다 더 많은 사상자로 고통받았다. 독일은 오직 하나의 주요 공세만 시도했지만 연합군은 독일의 방어선을 돌파하기 위한 여러 시도를 하였다.
1916년 2월 독일은 프랑스의 베르됭에서 프랑스 진지를 공격하면서 베르됭 전투가 시작되었다. 1916년 12월 프랑스의 반격으로 공세 시작 지점 이전까지 독일군을 퇴각시키기 전까지 전투는 독일군이 많은 이익을 보았다. 프랑스군의 사상자는 엄청났지만, 독일군의 사상자 또한 이에 못지 않게 높아서 양 측 교전국의 사상자는 70만명에서 97만 5천명 가까이 된다. 베르됭은 프랑스의 의지 및 희생의 상징이 되었다.
1916년 7월부터 11월까지 영국-프랑스군은 솜 전투를 통해 독일군을 공격했다. 이 공격이 시작한 7월 1일 당시 영국 육군은 역사상 가장 큰 사상자가 발생해, 첫날 전투에만 19,240명이 사망하는 등 총 사상자가 75,470명이나 되었다. 솜 공세 전체 기간 동안 영국군의 사상자는 약 42만명이었다. 프랑스군 또한 대략 20만명의 사상자가 나왔으며, 독일군은 50만명의 사상자가 나왔다.
1916년 전체 기간 동안 베르됭에서의 오래된 공격은 솜 전투의 심각한 사상자와 합쳐져 프랑스군이 지쳐 붕괴 위기까지 달했다. 1917년 4월 5일 니벨 공세가 연합국의 실패로 끝난 이후 영국 및 프랑스군의 헛된 정면 공격 시도는 프랑스 병사(poilu)의 프랑스군 반란으로 이어졌다. 동시에 일어난 영국의 아라스 전투는 제한된 범위에서 이루어져 궁극적으로 전략적 가치는 떨어졌지만 더 많은 성공을 거두었다. 아라스 공세의 일부분으로 캐나다 군단이 비미 리지를 점령했고, 이는 해당 국가에게 매우 중요하게 되었다. 캐나다의 국가정체성이 전투로 탄생되었다는 생각은 이후 캐나다의 군사 및 일반 사학계에서 널리 퍼지게 되는 의견이 되었다.
1917년 7월부터 11월까지 이루어진 파스샹달 전투는 이 기간 벌어진 영국의 마지막 대규모 공세(프랑스의 지원)가 되었다. 이 공세는 10월 전장이 진흙탕으로 되기 전까지 연합국 사이의 약속으로 진행되었다. 사상자에 대해서는 많은 의견이 존재하지만 거의 20만명에서 40만명 사이로 추측한다.
서부 전선의 참호전은 몇 년 동안 많은 지역의 점령이 이루어지지 않게 되었고, 그 결과 이 전선은 종종 정적이고 변하지 않는 전선이라고 생각한다. 그러나, 이 기간 동안 영국, 프랑스, 독일은 끊임없는 전술의 발전으로 인해 새로운 전장으로 나타났다.

### 해전

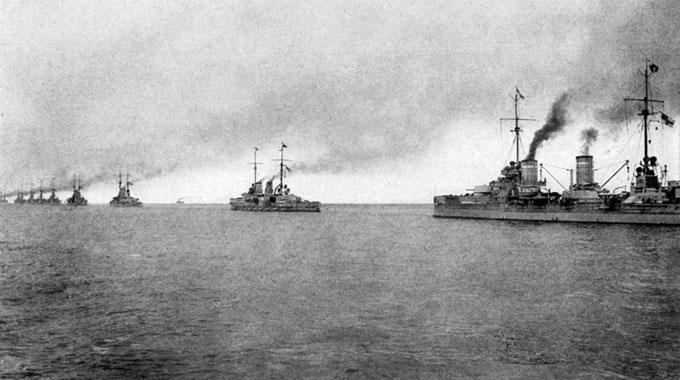
1917년, 독일 대양함대의 전함.

전쟁이 시작했을 당시, 독일 제국의 순양함은 전 세계에 흩어져 있었으며 그들 중 일부는 연합국 상선을 공격하기도 했다. 영국 해군은 비록 연합국 선박을 보호하는 데는 무능력했지만 당황하지 않고 체계적으로 그들을 패배시켰다. 예를 들어, 칭다오에 주둔한 독일의 동아시아 함대의 일부였던 경순양함 SMS 엠덴은 15척의 상선을 포획하거나 침몰시켰으며, 러시아 순양함 및 프랑스 구축함도 침몰시켰다. 그러나, 장갑순양함 SMS 샤른호르스트, SMS 그나이제나우, 경순양함 SMS 뉘른베르크, SMS 라이프치히, 수송함 2척으로 이루어진 독일 동아시아 함대는 선박을 습격하라는 명령을 받지 못했고 대신 영국 군함을 만났을 때 독일 영토로 항해했다. 독일 함대 및 SMS 드레스덴은 코로넬 해전에서 장갑순양함 2척을 침몰시켰지만, 1914년 12월 포클랜드 해전에서 탈출한 SMS 드레스덴 및 약간의 보조함을 제외한 모두가 파괴되었고, 탈출한 선박들도 마스아티에라 해전에서 대부분이 파괴되거나 포획되었다.
전쟁 발발 이후, 영국은 독일의 봉쇄를 시작했다. 이 전략은 지난 2세기 동안 여러 국제법에 의해 성문화 된 원칙을 어기는 것이었지만 여러 중요한 군사적, 민간적 자원 공급 차단에 효과가 있었음이 밝혀진다. 영국은 중립국 선박에 피해를 입히는 것을 막기 위해 공해에서 바다로 들어오는 모든 함선의 이동을 막았다. 이후 이 전술을 제한적으로 따라 독일의 무제한 잠수함 작전도 유사한 효과를 가져올 것이라고 기대했다.
1916년 유틀란트 해전(독일어로 Skagerrakschlacht)은 제1차 세계 대전 기간 동안 가장 거대했던 해전이었으며, 전쟁 중 유일한 전함 간의 전투였다. 이 해전은 1916년 5월 31일부터 6월 1일까지 북해의 윌란반도 부근에서 일어났다. 독일의 대양함대는 라인하드 세어가 지휘했고, 영국의 대함대는 제독 존 젤리코가 지휘했다. 독일 함대가 해전에 돌입하기 시작하자 자기 함대보다 더 큰 영국 대함대를 피해 탈출하면서 영국 함대에게 많은 피해를 주었다. 그러나, 전략적으로는 영국이 여전히 제해권을 가지고 있었고, 독일 수상함대의 대부분은 전쟁 기간 내내 항구에만 있어야 했다.

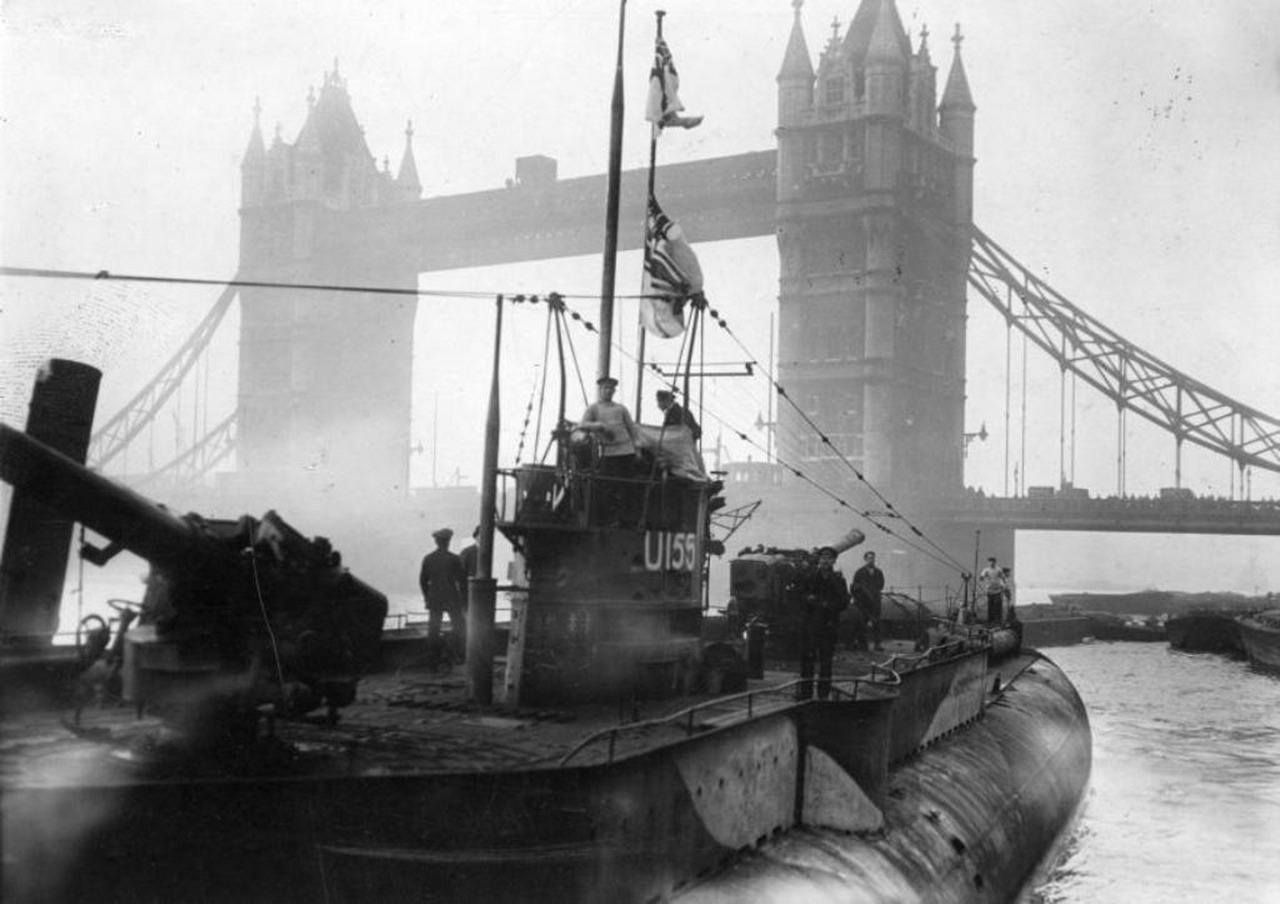
1918년 독일과의 휴전 당시 런던의 타워 브릿지 근처에 전시된 U-155.

독일의 유보트는 북아메리카와 영국 사이의 보급선을 차단하려 시도했다. 잠수함전의 성격은 공격이 자주 경고없이 왔으며 상선의 승무원들은 생존률이 희박했다. 미국은 이에 대해 항의를 시작했고, 독일은 교전 규칙을 바꿨다. 1915년 여객선 RMS 루시타니아가 침몰한 이후, 독일은 여객선이 지나다니는 해로에서 공격하지 않겠다고 했으며, 영국은 "안전 장소"(구명보트와는 다른 표준)에 승무원을 배치하고 경고를 보내는 프라이즈 규칙 보호를 넘어서서 상선을 무장시켰다. 마침내, 1917년 초 독일이 무제한 잠수함 작전 규칙을 도입하면서 미국이 선전포고했다. 독일은 미국이 해외에서 많은 군대를 수송하기 전에 연합국 해로에 대한 공격을 시도했지만, 장거리 유보트를 5척만 유지시킬수 있어서 실제 효과는 미미했다.
1917년에는 상선들이 구축함들과 같은 호송선단을 보호를 받아 유보트의 피해가 줄어들었다. 이러한 호송선단 전술은 유보트가 표적을 쉽게 찾지 못하게 하여 피해가 크게 줄어들었다. 이후 하이드로폰과 폭뢰가 도입되면서 구축함이 수중에 있는 잠수함을 공격할 수 있게 되었다. 그러나, 호송선단은 상선이 호송선단이 모일 때까지 기다려야 해서 보급 전송이 느려지는 부작용을 가져왔다. 이러한 지연을 막기 위해 새로운 화물들을 구축하는 광범위한 프로그램이 만들어졌다. 군인 수송선은 잠수함에게 너무 빨랐기 때문에 호송선단의 지원을 받지 않았다. 유보트는 199척을 이용해 5,000척 이상의 연합군 함선을 침몰시켰다. 또한, 제1차 세계 대전은 항공모함이 처음으로 나온 시기로 HMS 푸리어스가 1918년 7월 톤데른 기습에서 소프위드 카멜을 발진시켜 체펠린 비행선 격납고를 성공적으로 공격했다. 또한, 대잠 순찰기로 소형 순찰선을 띄우기도 했다.

### 남부 전구

#### 발칸반도의 전쟁

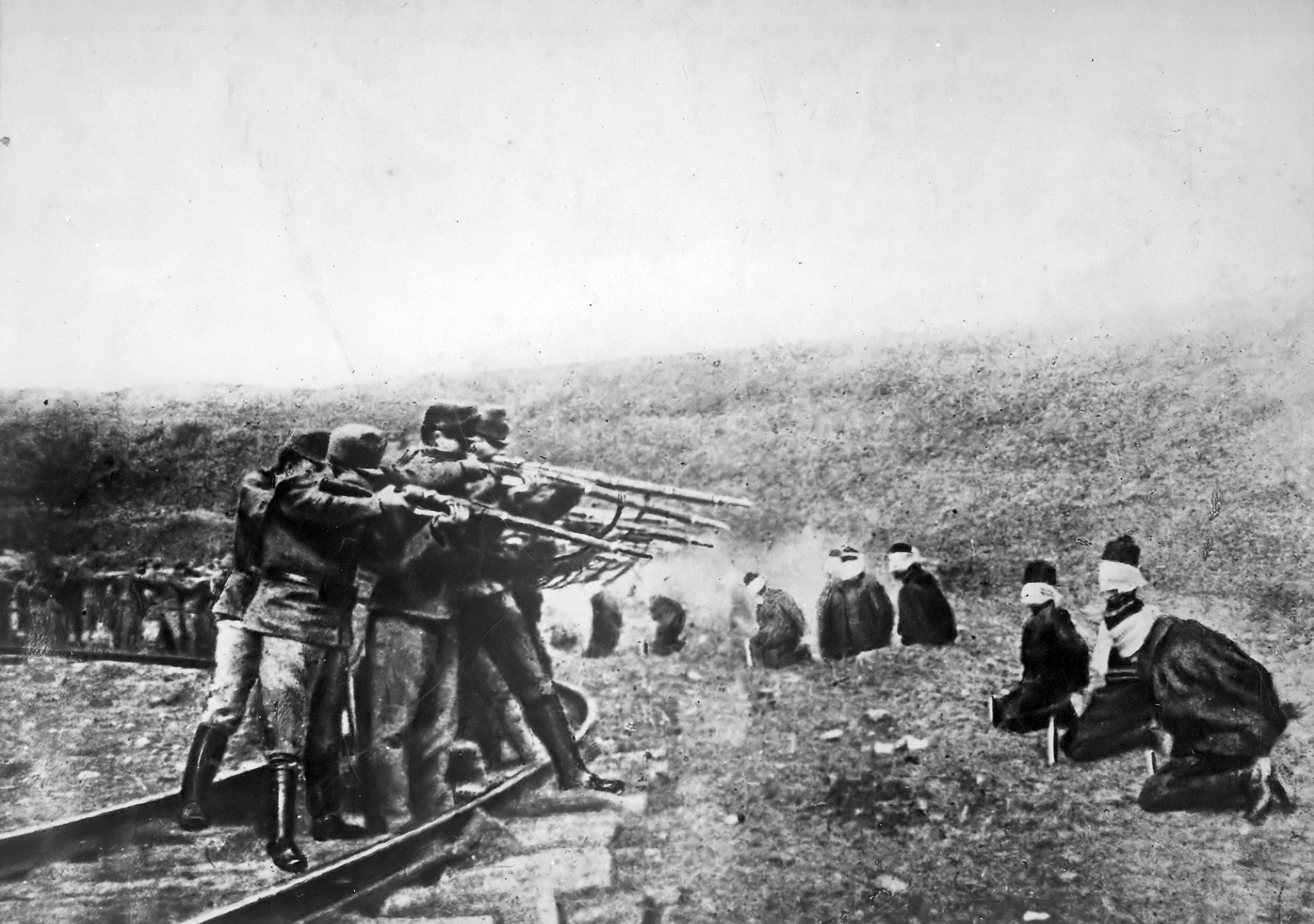
1917년, 포로로 잡은 세르비아 군인을 처형하는 오스트리아-헝가리 제국 군인. 전쟁 기간 동안 세르비아 왕국은 85만명이 사망하면서 전쟁 전에 비해 4분의 1의 인구가 감소했다.

러시아와 직면한 오스트리아-헝가리는 세르비아를 공격한 군대의 3분의 1만 러시아 전선으로 보낼 수 있었다. 큰 손실을 입은 이후 오스트리아-헝가리 제국은 세르비아 왕국의 수도인 베오그라드를 점령했다. 그러나, 콜루바라 전투에서 세르비아군의 반격이 성공하면서 오스트리아-헝가리는 1914년 말까지 원래 전선으로 후퇴해야 했다. 1915년의 첫 10개월 동안 오스트리아-헝가리 제국은 대부분의 군사를 이탈리아 전선으로 보냈다. 독일과 오스트리아-헝가리 외교관은 불가리아를 설득하여 세르비아를 공격하도록 유도했다. 슬로베니아, 크로아티아, 보스니아 지방의 오스트리아-헝가리 군사는 세르비아 뿐 아니라 이탈리아와 러시아 전선 등지로도 향해졌다. 몬테네그로는 세르비아와 동맹을 맺었다.

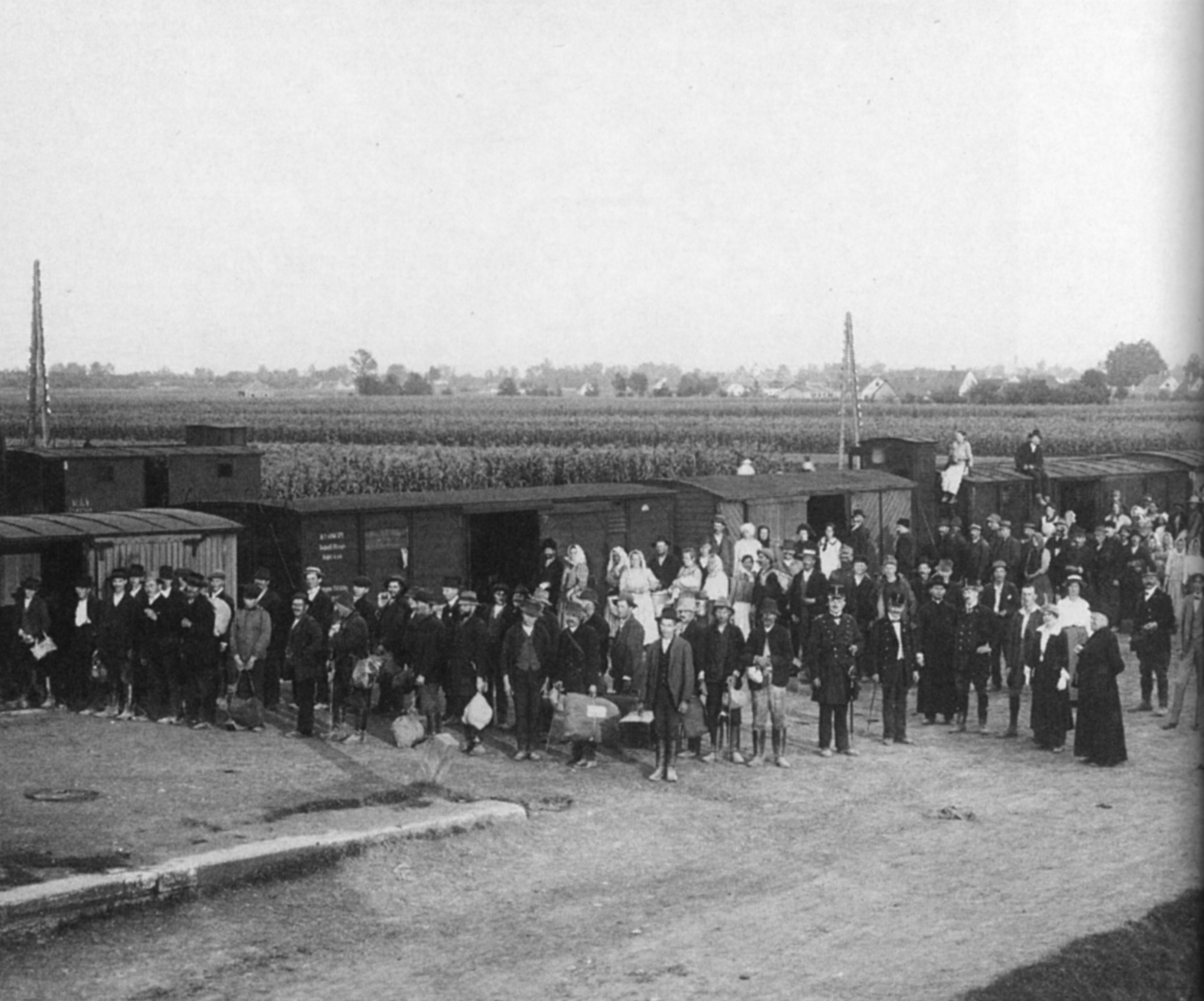
1914년, 슈타이어마르크주 라이프니츠에서 세르비아 난민을 운송하는 모습.

세르비아는 불가리아군이 60만명의 군대를 동원해 지원하면서 한 달 내에 정복했다. 세르비아군은 2개 전선에서 패배에 직면하면서 전쟁 초기에 침공했던 알바니아 공국 북부로 후퇴했다. 이후, 세르비아군은 코소보 전투에서 패배했다. 몬테네그로는 1916년 1월 6~7일에 있었던 모이코바츠 전투에서 아드리아 해안에서 후퇴하던 세르비아군을 보호하는 데 성공했지만, 결과적으로 몬테네그로도 오스트리아-헝가리에게 점령당했다. 살아남은 세르비아 병사들은 배를 통해 그리스로 철수했다. 정복 이후, 세르비아는 오스트리아-헝가리 제국과 불가리아 왕국이 나눠 점령했다.
1915년 말, 프랑스와 영국군이 테살로니키에 상륙하면서 그리스 정부에게 동맹국에게 전쟁을 선포하라고 압박하였다. 그러나, 친독일 성향의 콘스탄티노스 1세 국왕은 연합국 원정군이 상륙하고 친연합국인 엘레프테리오스 베니젤로스 정부가 들어서기 전까지 이런 요구를 거부했다. 그리스 국왕과 연합국 사이의 마찰은 국론 분열이 축적되어 왕당파와 테살로니키의 베니젤로스 임시 정부 간 분열로 이어졌다. 아테네에서 연합국파와 왕당파 간의 긴 협상과 노엠브리아나(Noemvriana)라고 부르는 무장 투쟁 끝에 왕이 폐위되었으며 그의 둘째 아들 알렉산드로스가 새로운 국왕이 되었다. 이후 그리스는 공식적으로 연합국 편에 참전했다.

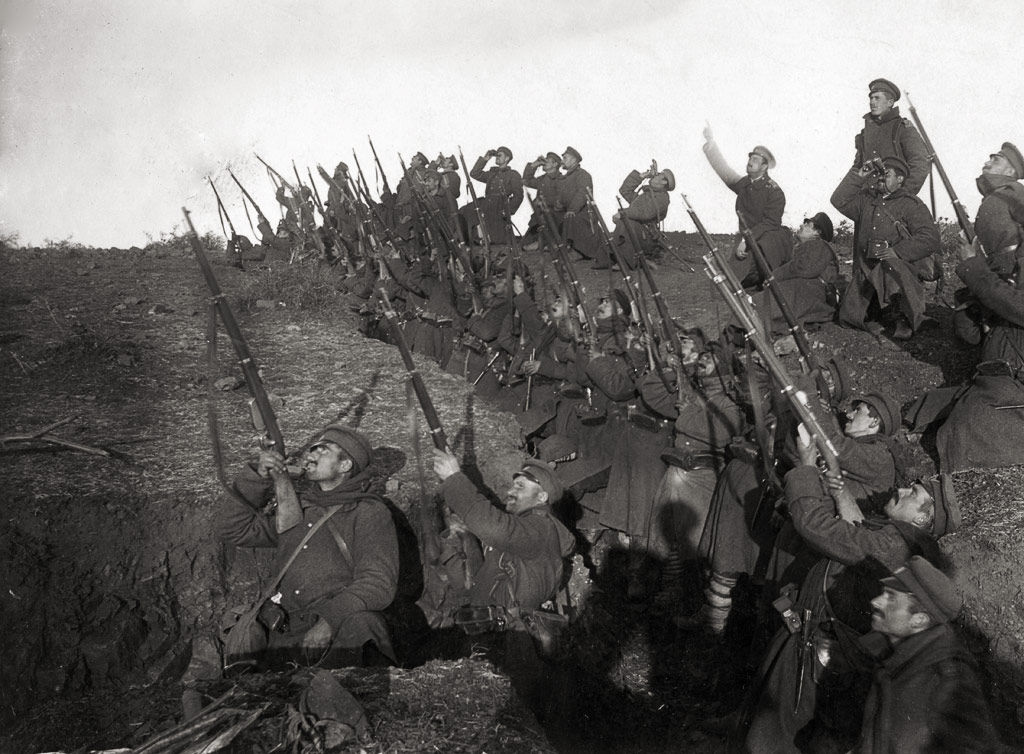
비행기의 폭격을 피해 참호에 들어간 불가리아 군인.

처음에는 마케도니아 전선이 정적이었다. 프랑스군 및 영국군은 1916년 11월 19일 모나스티르 공세에서 큰 손실을 겪고 비톨라 주변의 마케도니아 영토 일부를 점령했으며, 전선의 안정을 가져왔다.
세르비아 및 프랑스군은 1918년 9월 독일 및 오스트리아-헝가리군 대부분이 후퇴한 이후에야 전진할 수 있었다. 불가리아군은 전쟁에서 도브로 폴 전투에 큰 패배를 겪었다. 결국, 불가리아는 2주 후인 1918년 9월 29일 항복했다. 독일 최고 사령부는 전선을 유지하기 위해 군대를 파견했지만, 이 군대는 전선을 유지하기에 너무 약했다.
마케도니아 전선 자체가 붕괴되면서 연합군은 부다페스트 및 빈으로 향하는 도로를 확보했다. 힌덴부르크와 루덴드로프는 확실히 전략 및 작전상 균형이 확실히 무너졌다고 결론내리고 불가리아의 붕괴 이후 하루만에 즉각적인 평화를 요구했다.

#### 오스만 제국
오스만 제국은 1914년 8월 비밀 조약인 오스만-독일 동맹을 맺은 이후 동맹국에 합류했다. 오스만 제국의 참전은 러시아의 코카서스 영토 위협과 수에즈 운하를 통한 영국-인도 간 연결을 끊을 수 있는 위협을 가지고 있었다. 당시 아나톨리아 자체에 살고 있던 오스만 터키인은 그리스인, 아시리아인, 아르메니아인 등의 민족을 그리스인 집단 학살, 아르메니아인 집단 학살, 아시리아인 집단 학살 등의 대량학살을 자행하여 러시아 및 영국 측에서 참전할 명분을 주었다.
이에 대해, 영국과 프랑스는 오스만 제국을 침공하여 메소포타미아 전역(1914)과 갈리폴리 전역(1915년)을 개전했다. 갈리폴리에서는 오스만 제국이 영국군, 프랑스군, 오스트레일리아 뉴질랜드 군단을 성공적으로 격퇴했다. 대조적으로, 메소포타미아에서는 쿠트 공방전(1915~1916년)에서 패배한 이후 영국군이 1917년 3월 바그다드를 점령했다. 오스만 제국은 쿠르드족 및 투르크맨족과 연합하여 전투한 데 반해 영국군은 아랍인 및 아시리아인과 연합하여 전투했다.

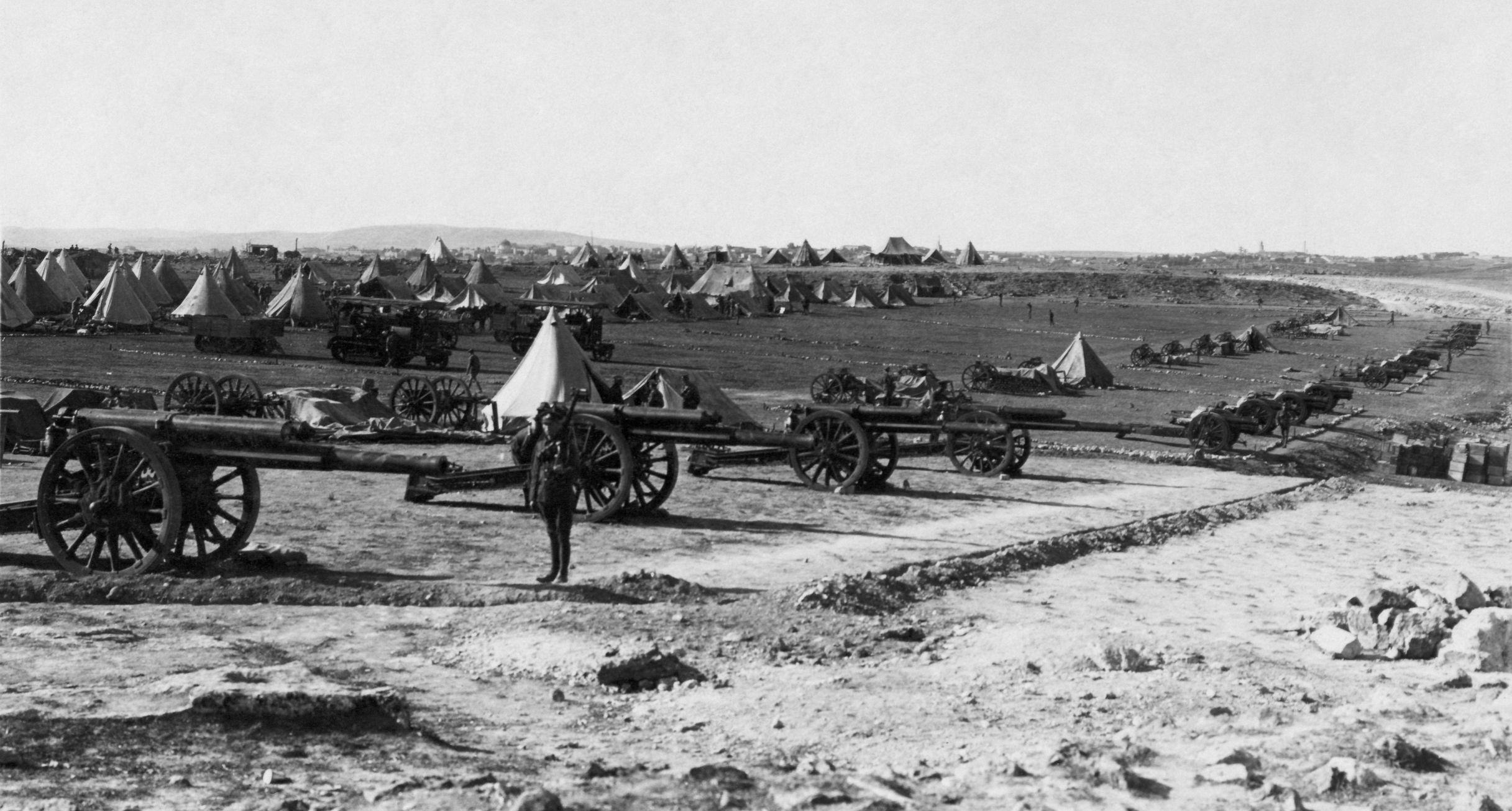
1917년 예루살렘 전투 기간 도중 스코푸스 산의 영국군 포병대.

또한, 서쪽으로는 오스만 제국이 수에즈 운하에 대한 공격을 1915년, 1916년 두차례 했으나 점령하지 못했다. 8월에는 독일 제국-오스만 제국 연합군이 로마니 전투에서 ANZAC 산악 사단과 52 (로우랜드) 보병 사단에게 패배했다. 이 승리에 이어, 영국 육군과 이집트 원정군은 시나이반도를 횡단하여 12월에 마그드하바 전투에서 오스만 제국을 후퇴시키고 1917년 1월 라파 전투에 승리하면서 이집트 시나이와 오스만령 팔레스타인 경계까지 진격했다.

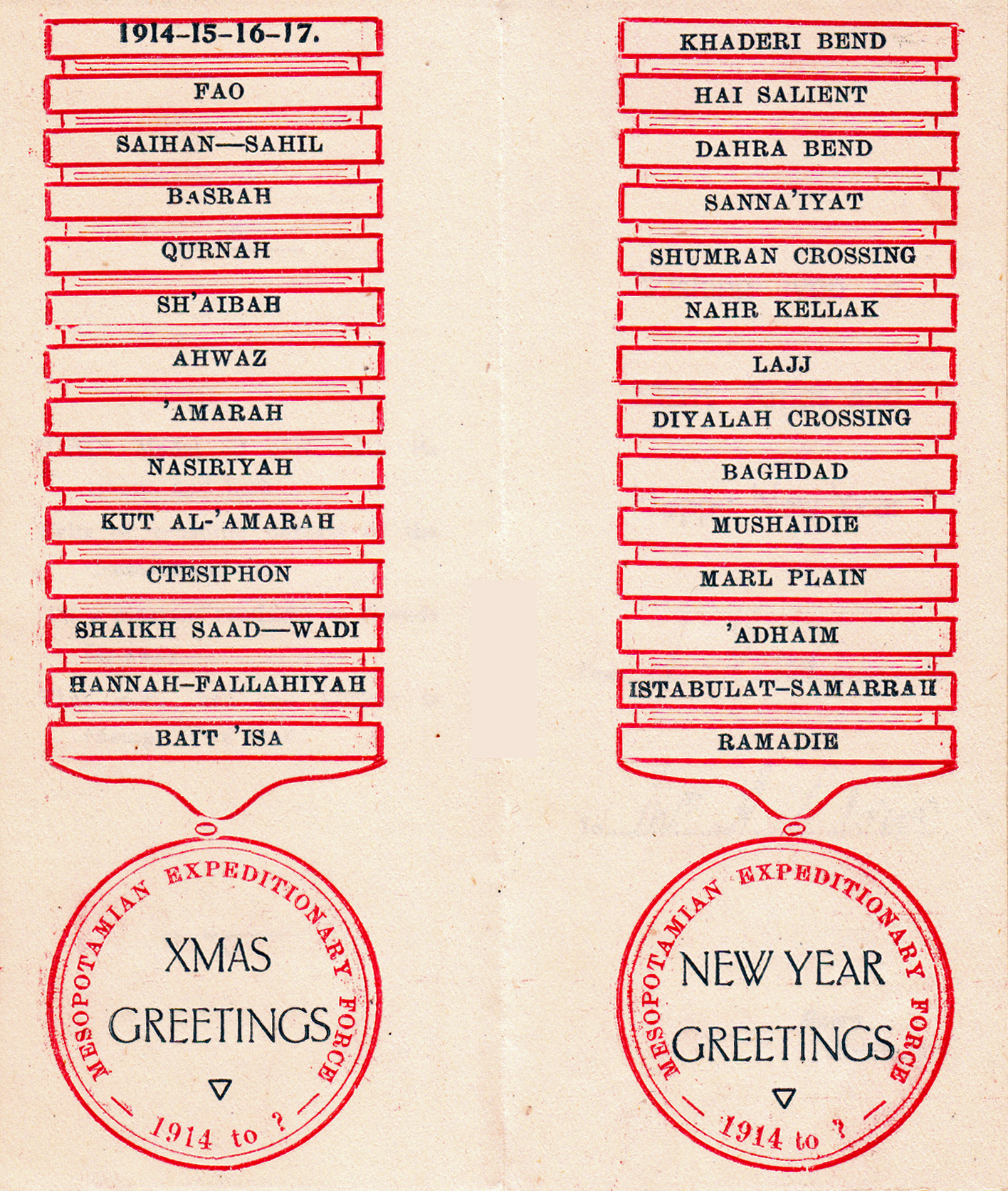
1917년 바스라의 메소포타미아 파견군의 교전 목록이 적힌 크리스마스 카드.

러시아군은 코카서스에서 일방적인 전투를 치렀다. 오스만 군대의 최고 사령관인 엔베르 파샤는 러시아가 정복했던 중앙아시아 지역을 다시 점령하고자 하는 야심이 있었다. 이에 1914년 12월 10만명의 군대를 동원하여 코카서스에서 러시아에 대한 공격을 시작했다. 겨울에 러시아군에 대한 정면공격을 하자고 주장했지만, 사리카미스 전투에서 86%의 병력을 잃고 오스만군이 패배했다. 엔베르 파샤의 지휘관으로써의 역량 부족이 그 원인으로 손꼽힌다.
1914년 12월, 독일 아시아 군단의 지원을 받은 오스만 제국군은 영국군과 러시아군 간의 연결을 끊고 카스피해의 유층지대를 점령하기 위해 페르시아를 침공했다. 페르시아는 표면상 중립국이었지만 실제로는 영국군과 러시아군의 영향 하에 있었다. 오스만군과 독일군은 쿠르드족 및 아제르바이잔인의 대규모 지원을 받았을 뿐 아니라 카슈카이인, 탕기스탄인, 루르인, 캄세흐인의 지원을 받았으며, 프랑스군 및 영국군은 그리스인과 아시리아인과 아르메니아인의 지원을 받았다. 페르시아 전역은 1918년까지 지속되어 오스만 제국 및 동맹국의 패배로 끝났지만, 1917년 아르메니아와 아시리아인을 이끌며 오스만 제국에 대해 가장 강하게 공세를 하던 러시아가 휴전하면서 보급선이 끊기고, 무기 및 양에서 열세가 되면서 북부 메소포타미아의 영국군이 후퇴해야 했다.
1915년부터 1916년까지 러시아군의 지휘관이었던 니콜라이 유데니치는 남부 코카서스에서 대부분의 터키군을 몰아내면서 승리자로 자리잡았다. 1917년, 대공 니콜라우스 니콜레비치는 코카서스 전선의 지휘관이 되었다. 니콜라우스는 정복한 지역에서 러시아-조지아 철도를 계획하여 1917년에 공세할 새로운 보급품을 얻으려고 했다. 그러나, 1917년 3월(러시아 혁명 이정 율리우스력으로는 1917년 2월) 러시아 2월 혁명을 통해 황제가 퇴위하자 러시아 코카서스 군은 붕괴하기 시작했다.
영국 외무부가 아랍인을 선동하면서 일어난 아랍 반란은 1916년 영국의 지원을 받은 메카의 후세인 빈 알리를 중심으로 일어난 메카 전투서부터 시작했으며, 다마스쿠스에서 오스만군이 항복하면서 끝났다. 메디나의 오스만군의 지휘관인 파흐리 파샤는 메디나 공방전에서 약 2년 반동안 저항했다.
이탈리아령 리비아와 영국령 이집트 국경의 세누시족은 터키의 선동에 힘입어 무장하여 연합군과 소규모 게릴라전을 벌였다. 영국은 세누시 전역에서 봉기를 진압하기 위해 12,000명이나 투입해야 했다. 이 반란은 1916년 중순 완전히 끝나게 되었다.
오스만 전선에서 연합국의 총 사상자는 65만명이다. 오스만군의 총 사상자는 75만명(325,000명 사망, 425,000명 부상)이다.

#### 이탈리아의 참전

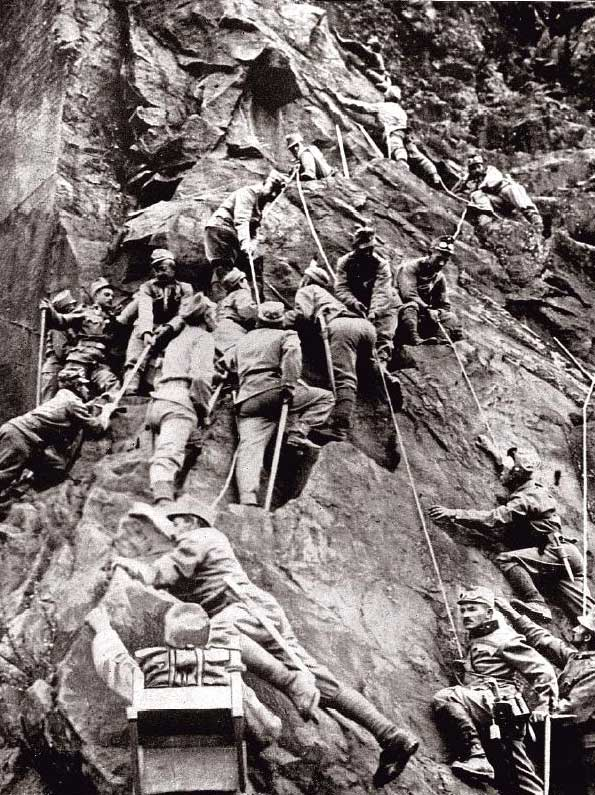
트롤 지방의 오스트리아-헝가리 육군.

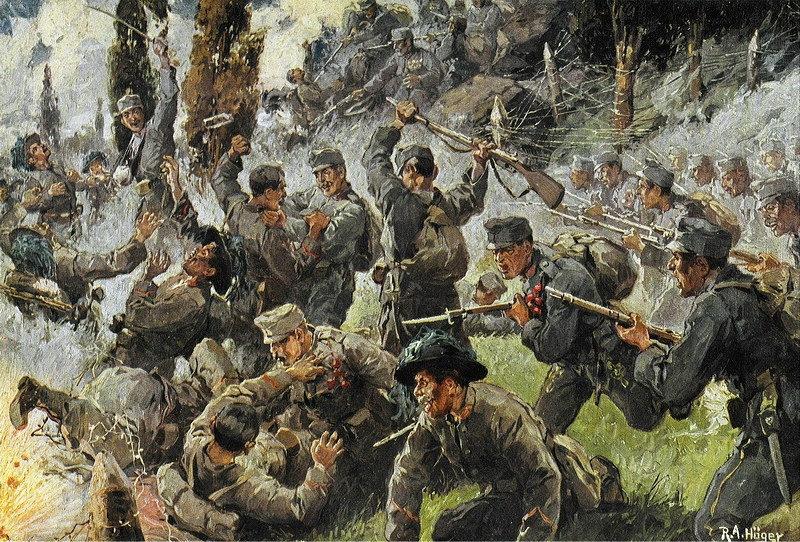
1916년 8월 오스트리아-헝가리와 이탈리아 사이 일어난 도베르도 전투를 묘사한 그림.

이탈리아는 삼국 동맹의 일환으로 1882년에 오스트리아-헝가리 제국과 동맹을 맺었다. 그러나, 이탈리아는 오스트리아가 가지고 있던 트렌티노, 오스트리아 연해 지대, 피우메 (현 리예카), 달마티아 지역을 확보하고 싶었다. 이탈리아는 1902년 프랑스와 비밀 조약을 맺어 삼국 동맹을 무효화시켰다. 전쟁이 발발하자 이탈리아는 삼국 동맹은 방어적 조약이고 오스트리아-헝가리는 공격자라는 이유로 참전을 거부했다. 오스트리아-헝가리 정부는 프랑스령 튀니지를 대가로 이탈리아의 중립을 이루기로 했다. 이에 대해, 연합국은 오스트리아-헝가리가 패배할 경우 남부 티롤, 오스트리아 연해 지대, 달마티아 연안 지대를 주는 조건으로 참전하게 했다. 연합국하고의 이 협상은 1915년 런던 조약으로 공식화되었다. 또한, 1915년 4월 연합국의 터키 침공에 자극받아 이탈리아는 삼국 협상에 가입하고 5월 23일 오스트리아-헝가리 제국에게 선전포고했다. 다섯달 후, 이탈리아는 독일에게도 선전포고했다.
이탈리아의 참전은 국무총리 안토니오 사란드라, 외무부 장관 시드니 소니노, 국왕 비토리오 에마누엘레 3세가 비밀리에 추진했다.
1915년 2월 16일, 오스트리아와의 동시 협상에도 불구하고, 런던의 특사가 이탈리아가 협상국에 참여할 경우 좋은 거래를 해 주겠다는 제안을 했다. ... 최종 선택에는 러시아군이 3월 카르파티아산맥에서 승리했다는 뉴스의 도움을 얻었다. 사란드라는 협상국의 승리가 눈앞에서 보이기 시작한다고 생각했고, 그는 신속하게 합의를 하기 위해 몇 가지 요구 사항을 철회하라고 특사에게 지시했지만 이익 공유에 관해 너무 늦게 도착한다고 불안해했다. ... 런던 조약은 4월 26일에 채결되었으며 이탈리아는 1개월 내에 전투에 참여하기 시작했다. ... 5월 4일이 돼서야 사란드라는 삼국동맹을 폐기한다고 서명했다.

군사적으로 이탈리아는 우월했다. 그러나, 이러한 이점은 전투가 일어나는 지형이 험하고 전략 및 전술의 부적절한 사용으로 인해 사라져버렸다. 정면 공격의 철저한 지지자였던 육군 원수 루이지 카도르나는 슬로베니아 고원으로 침입해 류블랴나를 점령하고 빈을 위협할려는 꿈을 가지고 있었다. 카도르나의 계획은 견고한 율리안알프스산맥와 크라스의 험난한 지형, 참호전과 같은 기술적인 변화를 따라잡지 못한 계획이었으며 그 결과 엄청난 인명을 희생하고 교착 상태로 멈춰 버렸다.
트렌티노 전선에서는 오스트리아-헝가리 제국은 수비하기 유리한 산악 지형을 이용했다. 개전 초 전략적인 후퇴 이후 전선은 큰 변화가 없었으며 오스트리아의 카이저쉬젠(Kaiserschützen)과 스텐드쉬젠(Standschützen)이 이탈리아의 알피니의 여름에 걸친 백병전을 막아냈다. 1916년 봄 오스트리아-헝가리 제국은 아시아고 알토피아노에서 베로나와 파두아를 향해 공세를 시작했으나(트렌티노 공세), 별 소득이 없었다.
1915년 초, 이탈리아는 트리에스테 북동부의 소카 강(이손초 강)을 따라 11번의 공세를 진행했다. 11번의 공세는 모두 고지대에 위치했던 오스트리아-헝가리가 격퇴했다. 1916년 여름 도베르도 전투에서 이탈리아군이 승리하여 고리치아를 점령했다. 이 작은 승리 이후에는 이탈리아군이 고리치아 동부의 바니시스 플라티우와 카르스트 플라티우를 중심으로 공세를 진행했지만 1년 가까이 전선에 변화가 없었다. 1917년 가을에는 동부 전선이 동맹국에게 유리한 상황으로 진행되어 오스트리아-헝가리 제국은 독일군의 스톰트루퍼(Stormtrooper)와 알펜크롭스 엘리트원을 포함한 다수의 병력을 증원받았다.
동맹국은 1917년 10월 26일 독일 제국을 주도로 한 분쇄 작전을 시작했다. 코바리드 지역에서 일어난 카포레토 전투에서 독일군이 승리했다. 이탈리아군은 100 km 넘게 후퇴했으며, 피아베 강 전투에서야 전선을 유지할 수 있었다. 이탈리아군이 카포레토 전투에서 대규모의 손실을 입었기 때문에 이탈리아 정부는 소위 18세 이상의 모든 남성을 소집하는 "99 소년들"(Ragazzi del '99)을 진행했다. 1918년에는 오스트리아-헝가리 제국이 피아베 강 전투에서 패배를 겪었으며, 결정적으로 그해 10월 비토리오 베네토 전투에서 패배했다. 11월 1일, 이탈리아 해군은 새로운 슬로베니아, 크로아티아, 세르비아 주으로 전력을 넘기는 것을 막기 위해 풀라에서 오스트리아-헝가리 제국 해군의 대부분을 파괴했다. 11월 3일, 이탈리아군은 바다를 건너 트리에스테를 점령했다. 같은 날에 빌라 지우티 휴전을 체결했다. 1918년 11월 중반, 이탈리아군은 오스트리아 연해 지대 전체를 장악하고 런던 조약에서 이탈리아에게 보장된 달마티아 전체를 점령했다. 1918년 11월 전쟁이 끝날 무렵, 제독 엔리코 밀로는 자신 스스로를 이탈리아령 달마티아의 총독으로 선포했다. 오스트리아-헝가리 제국은 1918년 11월 항복했다.

#### 루마니아의 참전

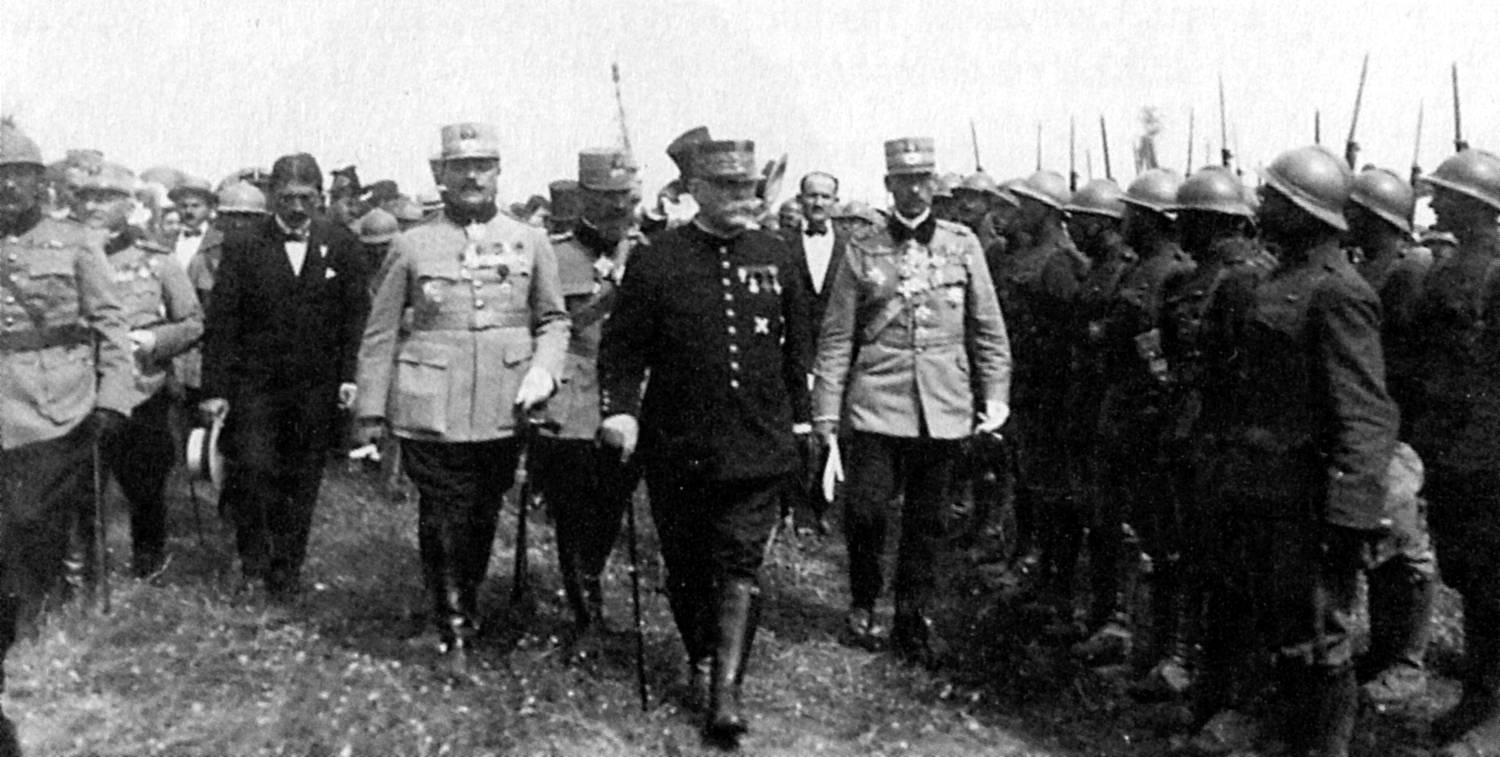
1916년 루마니아군을 사열하는 조제프 조프르

루마니아는 1882년부터 동맹국과 동맹을 맺고 있었다. 그러나, 전쟁이 시작되자 오스트리아-헝가리 제국이 세르비아에게 선전포고를 했기 때문에 루마니아가 참전할 의무가 없다고 말하면서 중립국을 선언했다. 협상국이 루마니아가 동맹국에게 선전포고하는 대가로 트란실바니아와 바나트와 같이 루마니아인이 많이 사는 큰 영토를 보장해주자, 1916년 8월 27일 루마니아 정부는 협상국에 가입하여 트란실바니아를 공격하여 러시아의 제한된 지원을 받고 참전했다. 루마니아의 공세는 초기에는 성공하여 오스트리아-헝가리군을 밀어냈지만 이후 동맹국의 반격으로 인해 다시 루마니아-러시아 국경으로 후퇴해야 했다. 동맹국이 부쿠레슈티 전투에 승리하면서 1916년 12월 6일에 루마니아의 수도가 함락되었다. 1917년에는 몰도바 지역에서 전투가 계속되면서 동맹국은 지루한 교착 상태로 빠지게 되었다. 1917년 말 10월 혁명으로 인해 러시아가 항복하자, 루마니아는 1917년 12월 9일 동맹국과 휴전해야 했다.

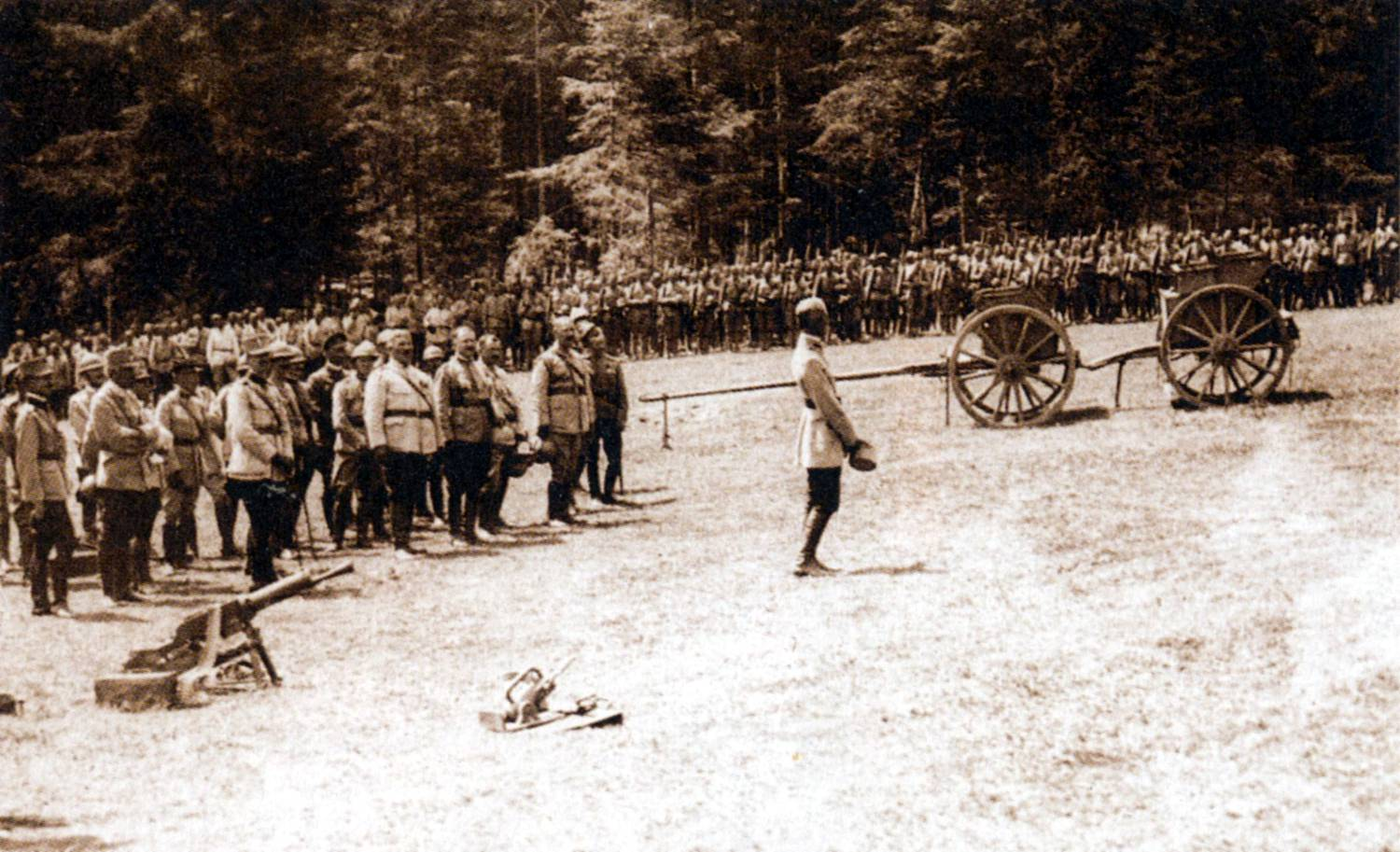
1917년 마라세스티 전투에서의 루마니아군.

1918년 1월, 루마니아군은 러시아군이 포기한 베사라비아 지역을 점령했다. 비록 루마니아와 볼셰비키 러시아 정부 사이 1918년 3월 5일~9일에 2달 이내 베사라비아에서 철수한다는 조약을 맺었지만, 1918년 3월 27일 루마니아 통합 지역 의회가 루마니아로 합병하는 법안을 통과시키면서 베사라비아를 자국 영토로 병합했다. 1918년 5월 7일에는 부쿠레슈티 조약을 맺으면서 동맹국과 평화 조약을 맺었다. 이 조약에서 루마니아는 동맹국과 종전하고 오스트리아-헝가리에게 영토 할양이 이루어지고 카르파티아산맥에 대한 통행권이 주어졌으며, 독일에게 석유 채굴권이 부여되었다. 그 대신 동맹국은 루마니아가 베사라비아를 장악하는 것을 인정했다. 이 조약은 1918년 10월 알렉산드루 마르힐로만 정부가 무효화하면서 1918년 11월 10일 명목상 전쟁이 재개되었다. 다음 날, 부쿠레슈티 조약은 콩피에뉴에서 휴전이 이루어지면서 무효화되었다. 루마니아는 현대 국경을 기준으로 1914년에서 1918년동안 군인과 민간인을 포함하여 748,000명이 사망했다.

### 동부 전선

#### 초기 전투

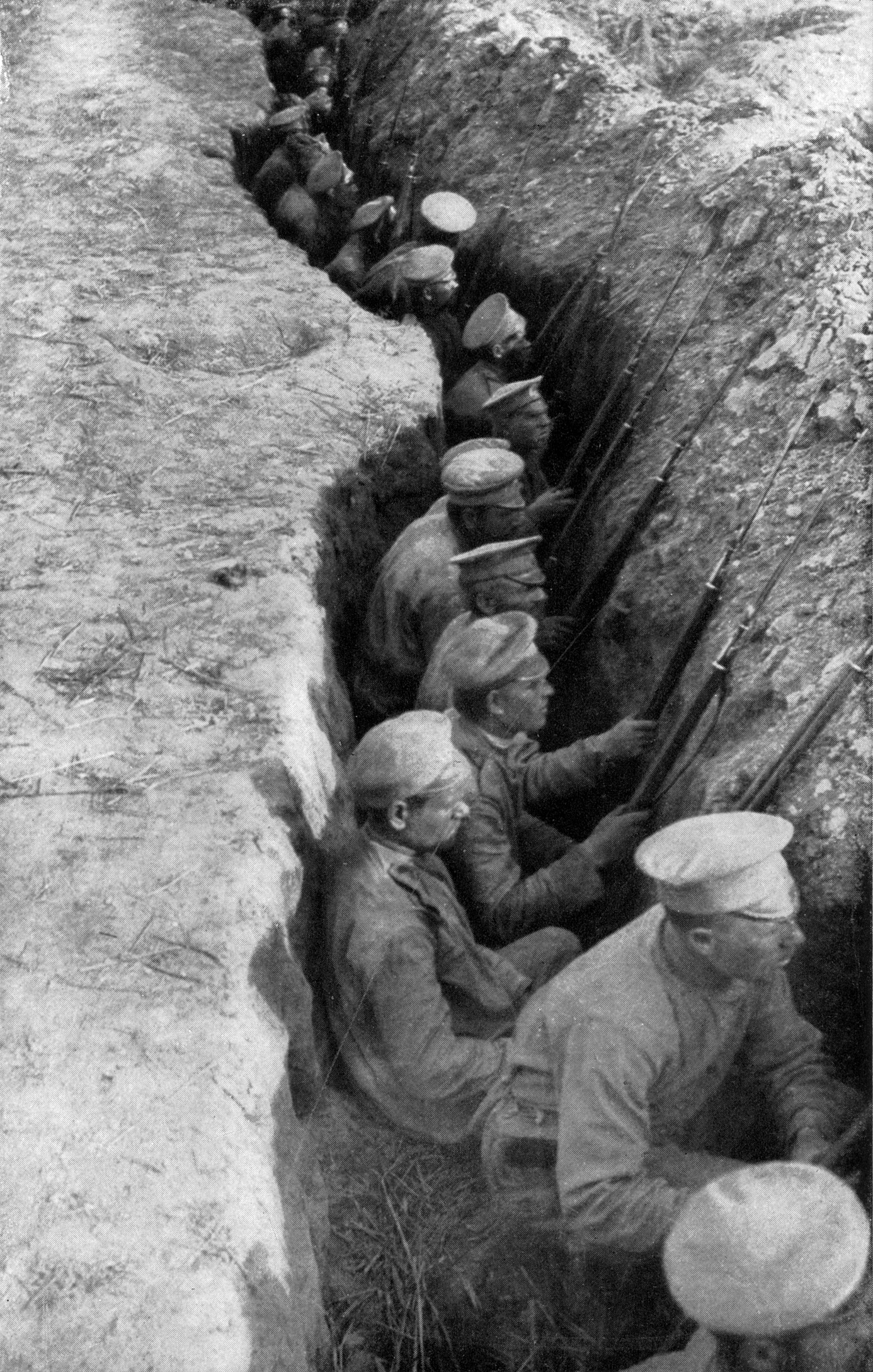
1917년, 독일군의 공격을 기다리는 참호의 러시아군.

서부전선이 교착상태로 빠진 반면, 동부유럽의 전쟁은 계속되었다. 러시아군의 초기 계획은 오스트리아의 갈리치아-로도메리아 왕국과 독일의 동프로이센을 동시에 침공하는 계획이었다. 비록, 갈리치아를 향한 러시아군의 초기 공세는 성공적이었으나 동프로이센을 향한 공세는 1914년 8~9월에 일어난 타넨베르크 전투와 마수리아 호 전투에서 파울 폰 힌덴부르크와 에리히 루덴도르프의 분전으로 저지되었다. 러시아의 덜 발달된 산업 기반과 비효율적인 군사 명령 체계가 이후 벌어진 사건들에 중요한 역할을 했다. 1915년 봄에는 러시아군이 갈라치아 지역에서 후퇴했으며, 5월에는 동맹국이 폴란드 남부 지역에 돌파구를 만들었다. 8월 5일에는 동맹국이 러시아군을 후퇴시키며 바르샤바를 점령했다.

#### 러시아 혁명
1916년 6월 러시아군이 갈리치아-로도메리아 왕국 동부를 향한 브루실로프 공세가 성공했지만, 러시아 정부의 전쟁에 관한 불만이 증가하고 있었다. 공세의 성공은 승리를 위해 지원해야 하는 다른 장군이 군사를 내주기 꺼려한 탓에 약화되었다. 연합군과 러시아군은 8월 27일 루마니아가 연합국으로 참전 할 때 일시적으로 소생했다. 독일군이 트란실바니아에서 오스트리아-헝가리군을 지원하는 동안, 남쪽에서 독일-불가리아군이 공격하면서 12월 6일에는 부쿠레슈티가 동맹국에게 함락되었다. 한편, 러시아의 차르 니콜라이 2세가 전쟁을 계속 끌면서 러시아 내 불안 상황이 고조되었다. 알렉산드라 황후의 무능한 통치는 시위를 앞당기도록 했고, 1916년 말에는 황후가 좋아하는 그리고리 라스푸틴이 살해당했다.
1917년 3월, 페트로그라드에서 시위가 일어나 니콜라이 2세가 퇴위하고 러시아 임시 정부가 뒤를 이었으나, 이 정부의 힘은 약했고 페트로그라드 소비에트 사회주의자와 연대하여 겨우 유지했다. 이러한 상황은 전선과 후방 모두에서 혼란을 가중시켰다. 육군은 점점 비효율적으로 변해갔다.

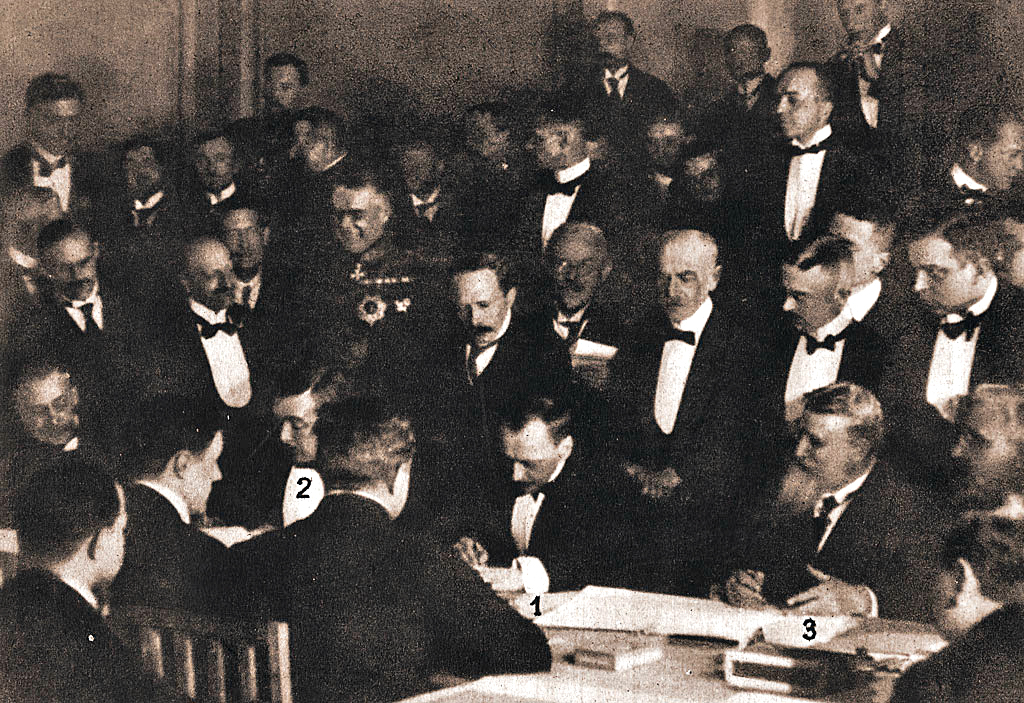
1918년, 브레스트-리토프스크 조약을 맺는 모습.
1. 오토카르 폰 체르닌 백작
2. 리하르트 폰 퀼만
3. 바실리 라도슬라프

임시 정부에 대한 불만과 취약함으로 블라디미르 레닌이 이끄는 볼셰비키당의 인기가 높아졌고, 이들은 전쟁을 그만둘 것을 요구하고 있었다. 그러자 1917년 11월에는 볼셰비키의 무장 봉기가 성공하여 볼셰비키가 정권을 장악했고, 12월에는 독일과 휴전 협상을 맺었다. 처음에 볼셰비키는 독일의 요구를 거절했으나, 독일군이 무저항으로 우크라이나 전역을 장악하자 1918년 3월 8일 러시아와 동맹국 간 브레스트-리토프스크 조약이 맺어지게 된다. 이 조약에서는 핀란드, 발트 3국, 폴란드와 우크라이나의 대부분을 동맹국에게 할양하는 등 광대한 영토가 넘겨졌다. 러시아 지역에서 독일군이 명백하게 승리했지만, 이전 러시아 지역에 주둔하기 위해 필요한 독일군의 인력이 너무 많아 이후 일어난 춘계 공세가 실패하고 식량과 물자 보급도 상당히 뒤처지게 하는 원인이 되었다.
브레스트-리토프스크 조약이 맺어지면서 협상국은 해체되었다. 이후 연합국은 독일이 러시아의 자원으로 팽창하는 것을 저지하고 러시아 내전에서 백군을 지원하기 위해 러시아로의 소규모 침공을 단행했다. 연합군은 러시아 북부 개입의 일환으로 아르한겔스크와 블라디보스토크에 상륙했다.

#### 체코슬로바키아 군단

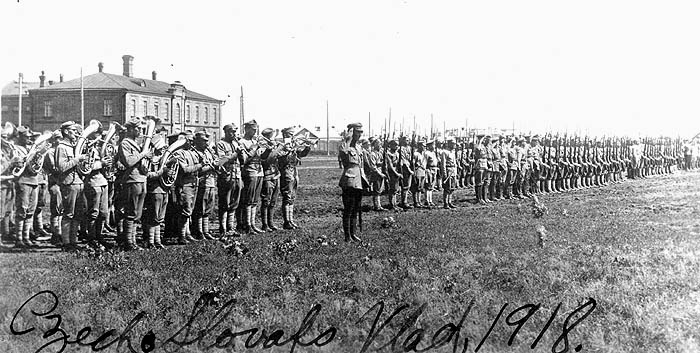
1918년 블라디보스토크의 체코슬로바키아 군단

체코슬로바키아 군단은 체코슬로바키아의 독립을 위해 연합국에 동참하여 전쟁에 참여한 군단이다. 러시아 내의 군단은 1917년 만들어졌으며, 1917년 12월에는 프랑스(미국인 자원군 포함), 1918년 4월에는 이탈리아에서도 만들어졌다. 체코슬로바키아 군단은 1917년 7월 현 우크라이나 지역에서 일어난 즈보로프 전투에서 오스트리아-헝가리 제국군을 이겼다. 이 승리 이후 체코슬로바키아 자원군 수가 늘어나면서 체코슬로바키아의 주 군사가 되었다. 바흐마흐 전투에서는 독일 제국군에게 승리하면서 휴전 협정을 맺도록 강요했다.
러시아 지역에서는 볼셰비키에 대한 러시아 내전이 발발하면서 체코슬로바키아 군단은 시베리아 횡단 철도를 장악하고 시베리아의 모든 주요 도시를 점거했다. 이 군단이 예카테린부르크 근처까지 나타나면서 1918년 7월 볼셰비키는 로마노프 왕가의 처형을 단행하게 된다. 이 군단은 이 사건이 일어난 지 7일도 되지 않아 도시를 장악한다.
러시아의 유럽 지역 항구가 안전하지 않았기 때문에, 이 군단은 블라디보스토크로의 긴 우회로를 통해 대피했다. 1920년 9월 미국 선박 헤프론을 통해 마지막으로 군단이 떠나게 되었다.

### 동맹국의 평화 협상 제안 시작

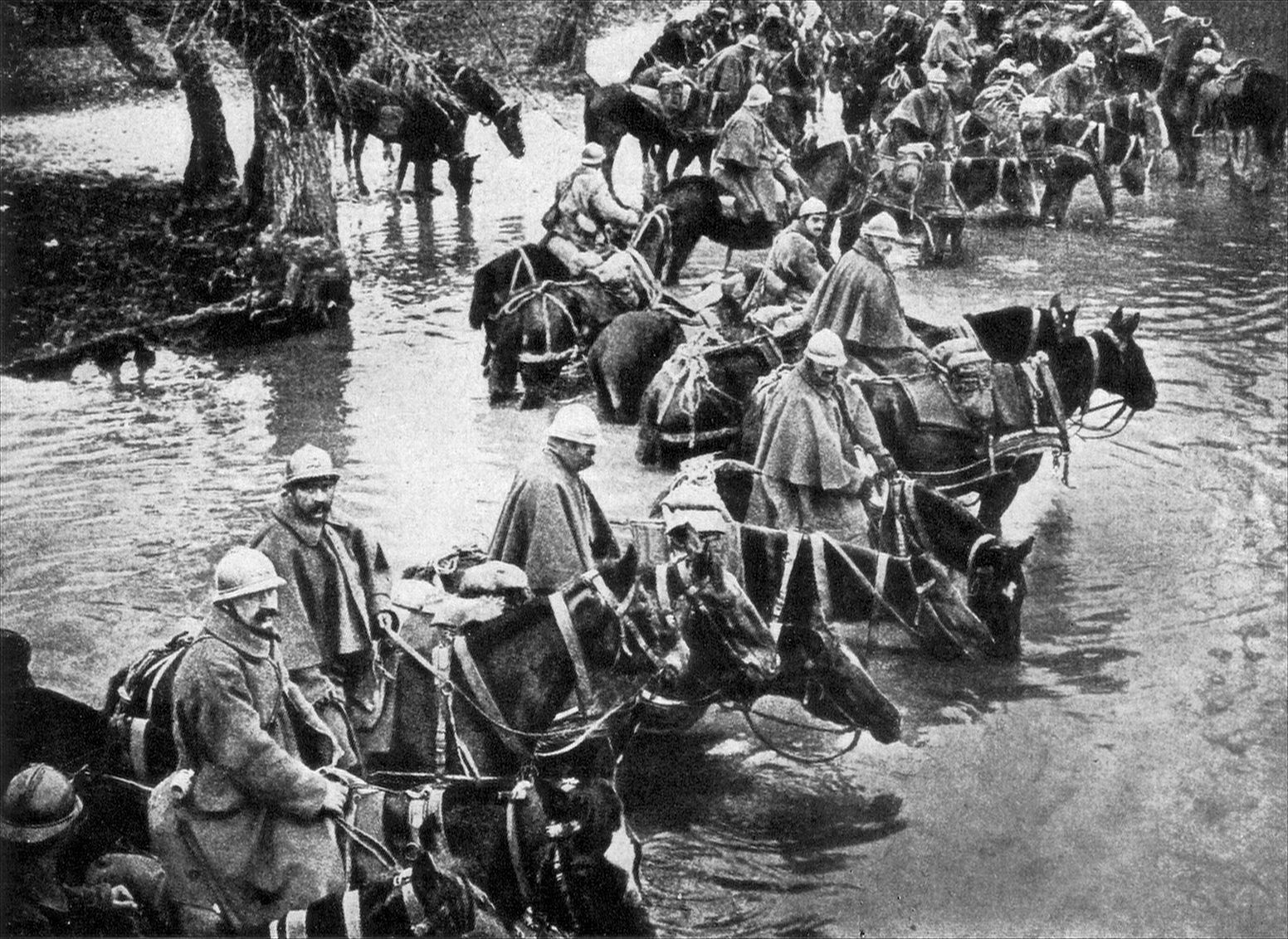
They shall not pass는 베르됭 전투에서 흔히 쓰이는 문구가 되었다. 사진은 베르됭 전투의 참호 모습.

1916년 12월, 베르됭 전투가 10달 지나고 루마니아로 공세를 성공적으로 끝내자 독일은 연합군과의 평화 협상을 준비하기 시작했다.
곧, 미국의 대통령인 우드로 윌슨이 조정자로 개입을 시작하면서 양측의 조건을 듣기 시작했다. 데이비드 로이드 조지 전쟁내각은 독일의 제안은 연합군 사이를 분열시키는 것이라고 생각했다. 초기의 분노와 숙고 이후, 윌슨에게는 별도의 노력으로 미국이 "잠수함 작전"으로 인해 독일과 전쟁하기 직전이라는 신호를 들었다. 연합군은 윌슨의 제안에 대해 논의하는 동안, 독일은 "서로의 직접적인 견해 교환"에 대해서 거부했다. 독일의 응답을 보고 연합군 정부는 1917년 1월 14일 자유롭게 명확한 요구를 제시했다. 그들은 피해를 보상받고, 점령 지역에서 독일군이 물려나며, 프랑스, 러시아, 루마니아, 기타 참전국에 대한 배상을 요구했다. 이 요구에는 이탈리아인, 슬라브인, 루마니아인, 체코슬로바키아인에 대한 해방 및 "자유롭고 통일된 폴란드"를 건설하라는 요구도 했다. 안보에 대해서는 연합군은 평화를 유지할 제제방법으로 미래의 전쟁을 제한하거나 예방할 방법을 모색했다. 독일이 어떠한 특정 제안을 하지 않았기 때문에, 협상은 실패하고 협상국은 독일의 제안을 거부했다. 윌슨에게 협상국은 동맹국이 점령한 모든 연합군 영토에서 나오며 손해 배상금을 물 때까지 평화 협상을 하지 않는다고 말했다.

### 종전을 향하여

#### 러시아 혁명과 붕괴

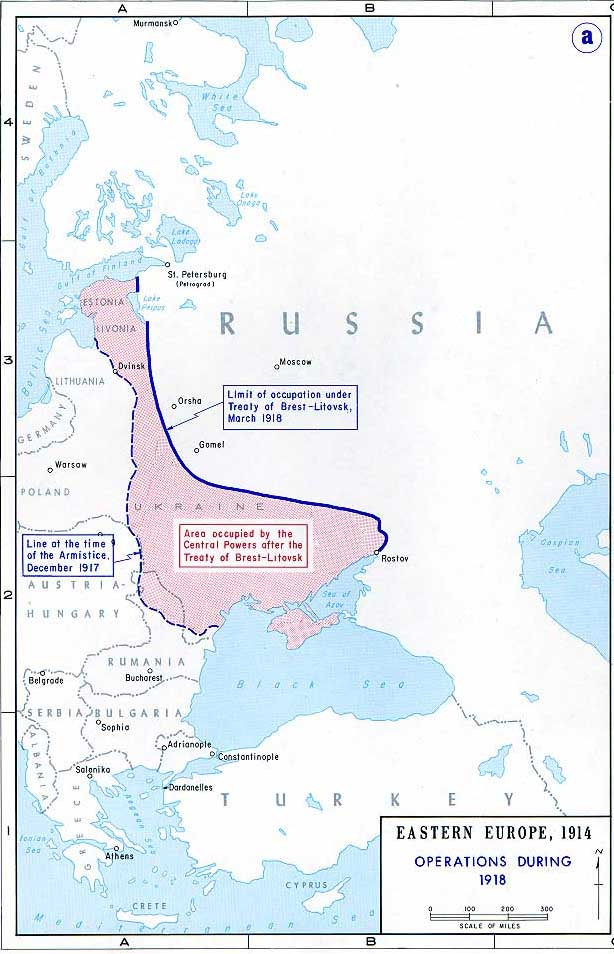
1918년 브레스트-리토프스크 조약으로 러시아가 상실한 영토

1916년 말까지 러시아의 사상자수는 사망자, 부상자, 포로를 합쳐 5백만명을 넘겼으며 주요 도시는 식량 부족과 고물가로 심각한 영향을 받았다. 1917년 3월 니콜라이 차르는 페트로그라드에서 발생한 파업을 강제 진압하라고 군대에게 명령했으나 군대는 군중에게 발포하길 거부했다. 혁명가는 페트로그라드 소비에트를 수립했고 좌파의 권력 장악을 우려한 국가두마는 니콜라이 2세에게 퇴위하라고 강요하고 러시아 임시정부를 수립했다. 임시정부는 러시아가 계속 전쟁할 것임을 선언했다. 하지만 페트로그라드 소비에트는 해산을 거부하며 한 국가에 두 개의 정부가 유지되어 혼란과 무질서가 도래했고 전선의 병사는 사기가 극도로 떨어졌다.
차르의 퇴위 후 독일 정부의 도움을 받은 블라디미르 레닌은 1917년 4월 16일 스위스에서 러시아로 귀국했다. 임시정부를 향한 불만과 약점은 레닌의 볼셰비키당의 인기가 급상승하는 결과로 이어졌다. 볼셰비키당은 즉각적인 전쟁 종식을 요구했다. 10월 혁명은 12월 독일과의 휴전 협상으로 이어졌다. 처음에는 볼셰비키가 독일의 요구 조건을 거부했지만 독일군이 우크라이나를 무저항으로 진격하자 1918년 3월 3일 브레스트-리토프스크 조약이 체결되었다. 이 조약에서 핀란드, 에스토니아, 라트비아, 리투아니아, 폴란드, 우크라이나 일부 지역을 동맹국에게 양도했다.
러시아 제국이 전쟁에서 빠져나가자 루마니아만 홀로 동부전선에 남았고 1918년 5월 루마니아도 동맹국과 부쿠레슈티 조약을 체결했다. 조약에 따라 루마니아는 오스트리아-헝가리와 불가리아에 영토를 할양하고 독일에게 석유 임대권을 주었다. 하지만 조약 조건에 동맹국이 루마니아가 베사라비아 합병을 인정하는 내용도 포함되었다.

#### 미국의 참전

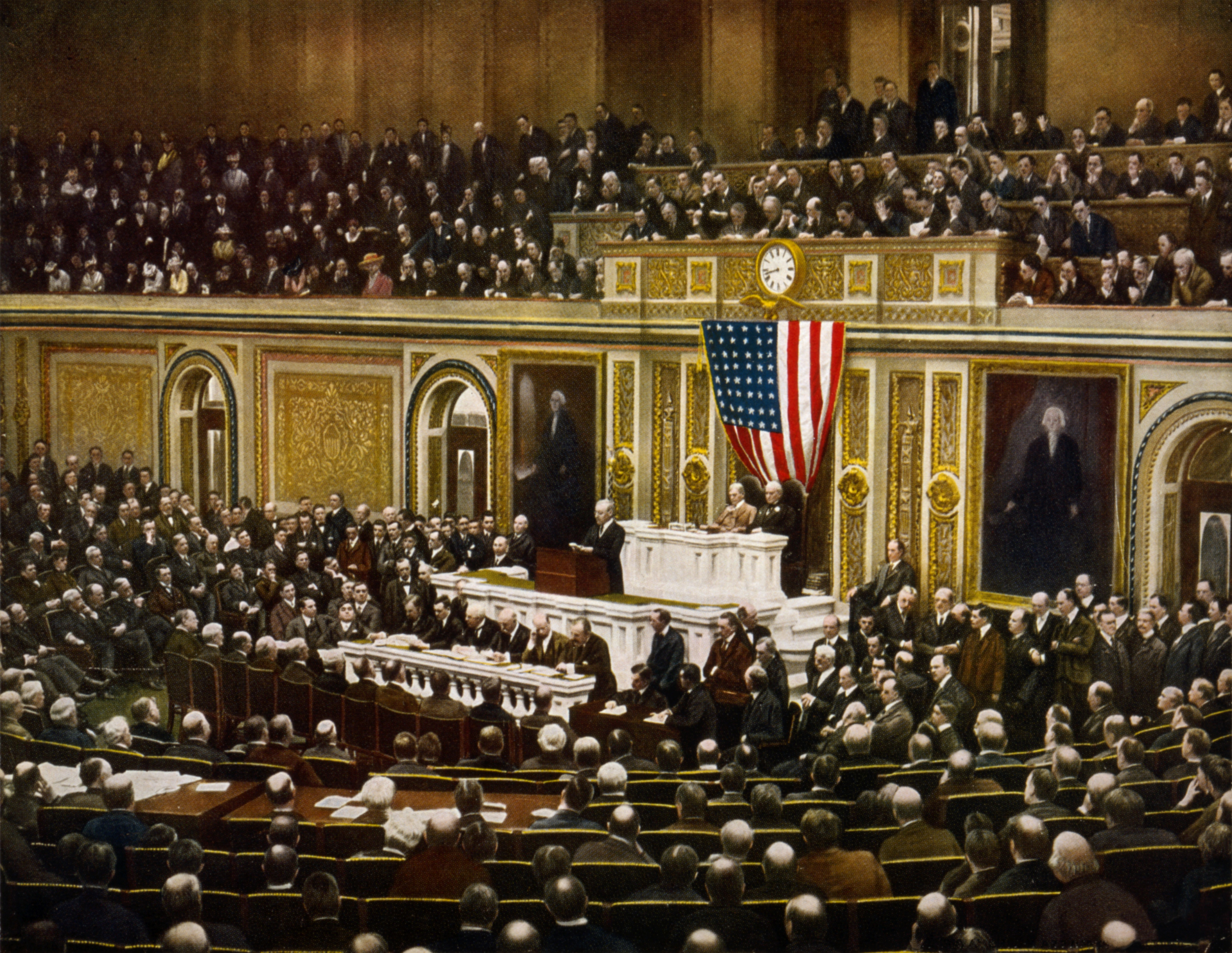
1917년 4월 2일 우드로 윌슨 미 대통령이 미국 의회에서 독일에 전쟁을 선포하는 모습

미국은 연합국의 주요 전쟁물자 제공국이었으나 1914년 시점에는 국내 반전 여론으로 참전하지 않았다. 윌슨이 필요로 했던 참전 여론을 만드는 데 가장 중요한 영향을 끼친 것은 독일의 잠수함 공겨이었다. 이 공격으로 미국인 생명이 여럿 사망했을 뿐 아니라 선박이 출항을 꺼리며 무역에 큰 타격을 입었다.
1917년 4월 6일 미 의회는 독일에 선전포고하고 연합국의 "제휴국"으로 참전을 발표한다. 미국 해군은 스캐퍼플로로 미국 제9전함사단을 파견해 영국 대함대와 합류했으며 수송선 호위 임무를 진행했다. 1917년 4월 당시 미국 육군은 육군국민위병 부대를 포함해 30만명 미만의 병력이 있었으며 이는 영국 육군 410만명과 프랑스 육군 830만명과 비교했을 때 현저히 적은 수치였다. 1917년 선택징병법으로 280만명이 징집되었으나 이 규모의 병력을 훈련시키고 장비하는 것은 물류적으로 엄청나게 힘든 일이었다. 1918년 6월까지 미국 원정군(AEF) 667,000명 이상이 프랑스로 파견되었으며 이 수는 11월까지 200만명으로 늘어났다.
윌슨 대통령은 독일이 반드시 패배해야 한다는 믿음이 있었으나 미국이 평화 구축 과정에서 주도적인 역할을 맡기를 노리며 참전했다. 이는 다른 연합국이 원했던 것처럼 미군 원정군을 영국군이나 프랑스군 산하로 두는 대신 독립된 군사 병종으로 활약한다는 것을 의미했다. AEF 지휘관이었던 장군 존 J. 퍼싱도 1914년 "개방전"을 옹호하며 영국과 프랑스의 포병 강조를 미국의 '공세정신'과 양립할 수 없다며 비판하면서 윌슨의 생각을 옹호했다. 연합국은 1917년 큰 손실을 입었지만 퍼싱은 미군의 통제권을 계속 쥔다는 입장을 가졌고 독립부대로 운용을 허락할 때까지 전선에 나가지 않겠다고 선언했다. 결과적으로 1918년 9월 뫼즈-아라곤 공세에 들어서야 미군이 전선에서 단독작전을 수행하기 시작한다.

#### 니벨 공세 (1917년 4월~7월)

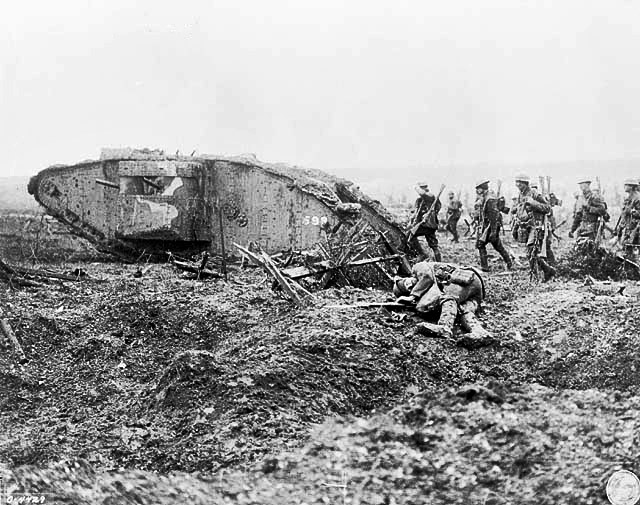
1917년 비미 능선 전투에 참여한 캐나다 군단 병력

1916년 12월 로베르 니벨은 페탱을 대신에 프랑스군 서부전선 사령관에 임명되었으며 샹파뉴 지역에서 영국-프랑스 연합작전으로 춘계 공세를 계획했다. 하지만 허약한 보안으로 독일 정보부는 전술과 일정표를 어느 정도 알고 있었으나 그럼에도 4월 16일 공세가 시작되자 프랑스군은 상당히 전진했고 새로 건설된 독일의 강력한 힌덴부르크선 앞에서 진격이 중단되었다. 하지만 니벨은 전면공격을 계속했으며 4월 25일까지 프랑스군은 135,000명의 사상자가 발생했는데 이 중 3만명이 사망했으며 사상자 대부분은 공세 첫 이틀에 발생했다.
동시에 이뤄진 영국군의 아라스 공세는 더 성공적이였지만 전략적인 가치는 거의 없었다. 또한 이 때 캐나다 군단이 처음으로 단독작전을 통해 비미 능선 전투에서 비미 능선을 점령하는데 성공했는데, 이는 캐나다인에게 국가 정체성을 형성하는 결정적인 순간으로 여겨진다. 니벨은 공세를 지속했지만 5월 3일 베르됭에서 가장 격렬한 전투에 참전한 제21사단이 명령을 거부하며 군 집단반란이 일어났다. 며칠만에 "집단 무질서"가 54개 사단으로 확산되었으며 2만명 이상이 탈영했다.

### 종전
1917년, 미국이 독일에 선전포고를 한 이래, 연합국은 반격에 들어가기 시작했다. 결국, 동맹국의 군대가 차례대로 투항했다. 불가리아가, 그 다음 오스만 제국, 오스트리아 순으로 항복했다. 오스트리아가 항복한 같은 날, 독일의 킬(Kiel) 군항에서는 해군 수병에 의한 폭동이 일어났다. 파급 효과는 엄청났는데, 곧바로 독일 각지에서 노동자들이 파업을 하여 군경과 실랑이를 벌였다. 결국 독일 황제 빌헬름 2세는 제위를 포기하고 네덜란드로 망명했다. 독일은 군주제를 포기하고 공화정으로 전환하였으며, 1918년 11월 11일 새벽 5시 프랑스 북부 콩피에뉴의 왕실 소유림내에 있는 포쉬 원수의 열차안에서 휴전 협정이 조인되어 연합국과 휴전을 맺었다. 그로부터 6시간 후에 휴전 협정이 발효되어 제1차 세계 대전은 막을 내렸다. 이렇게 해서 약 9백만명이 전사하고 총 4천만명의 사상자를 낸 이 대전쟁은 끝이 났다.

## 결과
동맹국이 연합국에게 전쟁에 지면서 독일은 베르사유 조약, 오스트리아는 생제르맹 조약, 헝가리는 트리아농 조약, 오스만 제국은 세브르 조약, 불가리아는 뇌이 조약을 맺으면서 오스트리아-헝가리 제국과 오스만 제국은 해체되고, 많은 영토와 인구를 잃었다. 이로 인해 발칸 반도와 중동 지방에서 많은 독립국들이 생겨났다.
독일의 경우 해외 식민지를 모두 포기하였고, 본토 손실은 알자스와 로렌을 프랑스에 넘겨주고 폴란드 지역을 독립시킬 정도의 적잖은 영토를 잃었다. 또한 장기간 전쟁수행으로 인하여 인플레이션이 일어났고, 실직자가 속출하였다. 더욱이 베르사유 조약으로 인한 과다한 배상금은 제2차 세계 대전의 원인이 되었다.

## 전쟁 이후의 세계
미국과 영국, 프랑스 등지에서는 민주주의가 발전했다. 일본은 오세아니아의 군도에 대한 지배권을 확고히 할 수 있게 되었다.
한편, 독일은 베르사유 조약으로 말미암아 반성보다 지독한 가난과 배상금에 대한 것에 시달렸으며 오스만 튀르크도 세브르 조약을 맺음으로써 영토가 크게 줄어들었다(1922년 해체, 1923년 터키 공화국 수립). 오스트리아와 헝가리도 각각 생제르맹 조약, 트리아농 조약을 맺음으로써 영토가 크게 줄어들었다. 불가리아는 뇌이 조약으로 남도브루자를 루마니아에 떼어주었다.
이탈리아는 승전국이었으나 연합국에게 영토를 보장받기는커녕 냉대를 받았다. 결국 1922년에 베니토 무솔리니에 의한 파시스트 정권이 수립된다. 이탈리아와 마찬가지로 중국은 연합국임에도 불구하고 산둥반도에 대한 이권을 돌려받지 못하였다. 우드로 윌슨의 민족자결주의 원칙에 따라 중앙유럽의 많은 국가는 독립하였으며, 독립을 조건으로 영국을 도왔던 인도는 그 약속이 무산되자 지속적인 투쟁 운동을 시작했다.
한편, 우드로 윌슨 미국 대통령은 민족 자결주의를 제창하였으며, 전쟁의 방지와 세계의 평화를 위해 국제 연맹을 설립할 것을 제안하였다. 이로써 국제 연맹이 설립되었으나, 정작 미국은 의회의 반대로 가입에 실패하였다. 결국 다시 고립의 길을 걸었다.

## 1차 대전의 결과와 의의, 그리고 그 영향

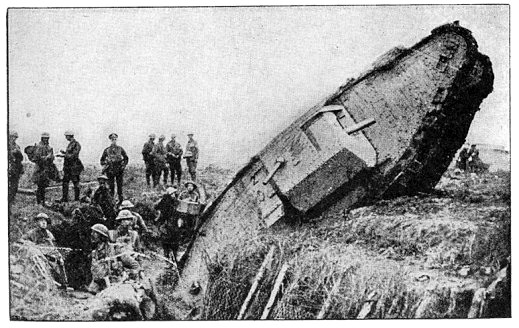
참호 건너기에 실패한 탱크

1. 미국이 제1차 세계 대전을 민주주의를 위한 투쟁으로 선언하여 국제 정치가 이념화, 도덕화하기 시작했다. 이상적 집단 안전 보장 정책인 국제 연맹을 통해 법률적, 도덕적 세계 여론에 부응하여 평화를 구하는 시대가 도래했다.
2. 이 때부터 총력전의 양상을 띠기 시작했다(영국, 프랑스, 러시아 제국, 독일 제국). 특히 벨기에 왕국, 러시아 제국과 독일 제국은 식량 부족이 심각했다.
3. 전쟁 기간 동안 맥심기관총(영국), 독가스(독일), 탱크(영국), 전투기(영국, 프랑스, 독일), 유보트(독일), 곡사포(오스트리아)등의 신무기가 생겨났다.
4. 독일 국민들은 거의 만장일치로 베르사유 조약을 승인하지 않았다. 이 조약은 아돌프 히틀러 집권과 제2차 세계 대전 발발의 배경이 되기도 하였으며, 바이마르 공화국이 외부로부터 강요된 체제라는 이유로 민주 정부에 대한 애정과 의지를 갖지 못하게 하여 공화국의 생명력을 위태롭게 만든 것이나 다름없었다고 주장했다.
5. 이탈리아의 좌절감과 배신감은 파시즘의 발전과 베니토 무솔리니의 집권을 가능케 하였다.
6. 미국은 초강대국의 지위에 올랐으나, 자신이 만들었음에도 불구하고 국제 연맹 참여를 거부하고 다시 고립주의에 빠짐으로써 강대국으로서 국제 역할에 괴리를 가져왔다. 결국 경제 공황이 생겨난다.
7. 많은 새로운 국가들이 탄생하여 다른 국가도 국제 사회의 일원으로서 참여할 수 있는 기회를 만들었다. 민족자결주의로 민족주의가 상승하여 20세기 정치의 중요한 요소가 된다. 인도, 조선 등에서 독립 운동 활발}.
8. 일본은 영·일 동맹을 근거로 연합군 측에 가담하여 1차 대전기간 동안 여러이득을 보았고, 경제 호황기를 누림으로써 대체로 만족하였다. 제1차 세계 대전이 발발하자 일본은 영일 동맹을 이유로 연합국측에 가담하여 참전했다. 그 진의는 동아시아 지역에 있어서의 일본의 지위를 더 높이고 국제적인 발언권 강화를 목적으로 한 것이었다.[143][144] 1914년 8월 일본은 독일에 선전포고한 후, 일본 육군은 중국에 있던 독일의 조차지 산둥반도의 자오저우만(칭다오 포함)을, 일본 해군은 태평양의 독일령 남양군도를 점령하고,[145][146] 이 지역에서의 이권을 할양받는 것을 영국과 프랑스가 승인하는 조건으로 지중해에 소규모 함대만을 파견하는 등 독일과의 직접적인 전투에는 소극적인 태도를 보였다.[147] 산둥반도를 점령하고 나서, 일본은 중국에 대해 만주와 산동반도 등에 대한 일본의 이권을 반영구화하고, 남만주와 내몽골 일부를 일본에 조차하는 것을 요지로 하는 등 21가지 특혜조건을 요구(1915년 1월)하였고, 중국은 이를 수용(5월)할 수 밖에 없었다. (→21개조 요구) 이와 같이 중국의 주권을 침해하는 행위는 5·4 운동(1919년)과 같은 격렬한 배일(排日) 여론에 밀려 실패하였다.[148] 한편, 러시아 혁명(1917년)에 뒤이어 일어난 러시아 내전(1917~22년)에서 일본은 러시아 백군을 도와 7만 2천여명의 병력을 시베리아에 파견하였으나 패배하였다.[149](→일본의 역사)
9. 중국은 1917년에 연합국으로 참전했음에도 불구하고 일본이 산둥반도를 차지한 것에 불만을 품었고, 사인도 하지 않고 국제 회의장에서 철수한다. 이것은 5․4운동과 공산주의 운동을 불러일으키기도 하였다.
10. 국제 정치는 이제 유럽에만 힘을 기울일 수 없게 되었다. 전 세계가 국제 정치의 무대가 되었으며, 국제 정치가 좁은 유럽에서 벗어나 전 세계화하는 계기가 되었다.
11. 전 세계 국민의 감시 속에 평화를 유지해야 한다는 무거운 책임감을 전 세계 지도자들이 가지게 되었다. 특히, 도덕적으로 국제 평화를 추구하게 되었다.
12. 여성의 사회적 참여가 늘어났고, 민주주의가 발달하였으며, 사회구성원간의 평등에 대한 관심과 요구가 높아지게 되었다.
13. 국제 정치에도 변화가 크게 나타나 독일, 러시아 등의 전제 국가들이 무너지거나 해체되었고, 유럽 국가들의 절반에 가까운 국가에서 공화정이 수립되었다.

### 동맹국과 러시아의 전후 결과

#### 독일 제국
바이마르 공화국 탄생
- 막대한 배상금 지불
- 독일의 일부 영토였던 폴란드 땅이 독립하게 됨
- 알자스-로렌: 프랑스에 병합
- 아프리카 식민지

- 르완다, 부룬디(벨기에 위임 통치령) 

- 탄자니아(영국 위임통치령) 

- 카메룬, 토고: 영국과 프랑스의 분할 

- 산둥반도는 일본에 조차 

- 독일 제국의 태평양 식민지는 미국과 일본이 분할

#### 오스트리아-헝가리 제국
- 폴란드(신생국), 이탈리아에 일부 영토 할양.
- 유고슬라비아 왕국: 크로아티아, 체코슬로바키아, 보스니아, 헤르체고비나, 슬로베니아가 연합 왕국으로 독립한 후 유고슬라비아 왕국 건설
- 헝가리는 오스트리아에서 독립한 왕국이 됨, 루마니아에 일부 영토 할양.
- 오스트리아 자체는 오스트리아 제1공화국으로 탄생

#### 러시아 제국
- 발트 3국 및 벨라루스, 우크라이나, 폴란드, 핀란드 독립
- 루마니아에 일부 영토 할양

#### 오스만 제국
- 터키 공화국 탄생
- 그리스에 이즈미르 할양
- 영국 위임 통치령: 트란스요르단, 키프로스, 이라크
- 프랑스 위임 통치령: 시리아, 레바논, 아르메니아
- 네지드 술탄국과 헤자즈 왕국에 메카, 메디나 등을 할양
- 연합국과 세브르 조약 체결

## 사상자
독일, 러시아, 프랑스 순으로 희생자를 많이 냈다. 반대로 일본은 희생자를 가장 적게 냈다.
- 독일 제국 : 2,030,000명 전사
- 러시아 제국 : 1,700,000명 전사
- 프랑스 제3공화국 : 1,400,000명 전사
- 오스트리아-헝가리 : 1,200,000명 전사
- 대영 제국 : 900,000명 전사
- 일본 제국 : 300명 전사, 900명 부상, 3명 실종 (총 1,203명)

## 기술
이 전쟁으로 인해 과학 기술이 발전했다. 그러나 독가스와 같은 인류 역사상 가장 치명적인 무기들도 개발되어 나왔다. 최초의 독가스는 독일군이 사용하였으며, 연합군도 같은 무기로 대응했다. 독가스에 대한 유일한 대응책은 양측 모두 방독면 외에는 없었다. 독가스가 사용된 것은 마른 전투 이래 기관총, 철조망, 참호선으로 고착화된 전선을 뚫기 위해서였다. 탱크도 참호선을 뚫기 위해 개발되었으며, 대포도 점점 대구경화되었다. 장거리 사격 능력을 보완하기 위해 열차포(독일의 크루프 열차가 유명하다)도 등장하였다.
기술의 개선은 전방에서만 이루어진 것은 아니었다. 대표적인 사례로 생리대를 들 수 있다. 제1차 세계 대전은 여성의 사회 진출을 가속화시키는 계기가 되었는데, 이러한 여성을 위해 생리대가 개발되었다.

## 명언
제1차 세계 대전에서 벌어진 전쟁의 참상은 많은 반향을 불러 일으켰다. 독일의 화가 오토 딕스(독일어: Otto Dix, 1891년 ~ 1969년)는
참호전의 참상을 그린 〈전쟁〉(1929년 작)에서 참호 속에 흩어진 사지와 흙더미에 거꾸로 박힌 시체, 피범벅이 된 진흙탕을 묘사하였다. 하필이면 왜 저렇게 끔찍하게 묘사하였느냐는 사람들의 질문에 딕스는 이렇게 대답했다. "바로 저랬다. 나는 보았다."
한편 영국의 시인 윌프레드 오언(영어: Wilfred Owen, 1893년-1918년)은 전쟁의 참상을 고발한 반전시 《고귀한 영예》를 발표하였다.

## 모병 포스터

### 미국

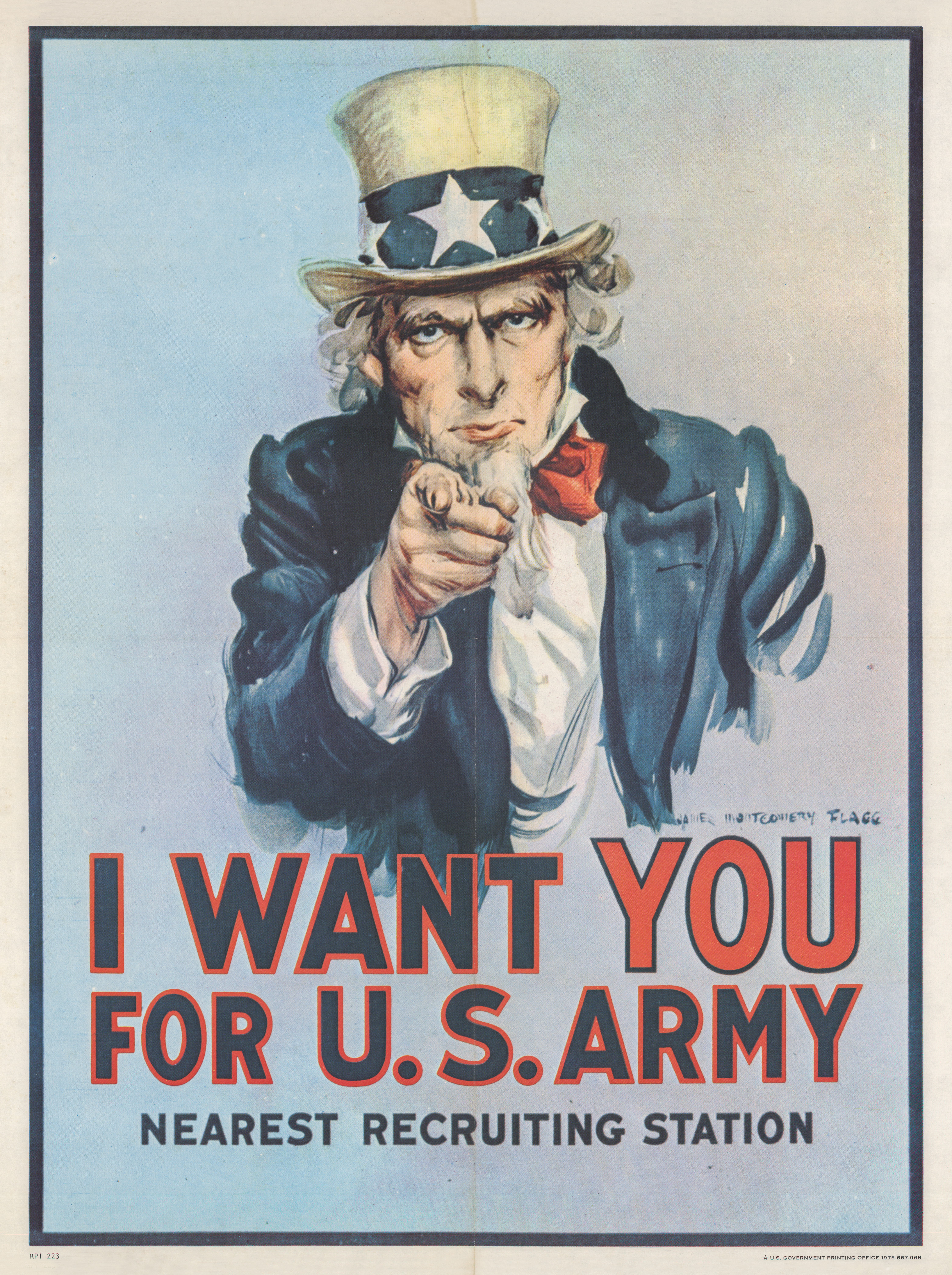
미국의 가장 유명한 모병 포스터 “샘 아저씨는 네가 육군에 지원하기를 원한다.” (1917년 작)

미국의 역대 신병 모집 포스터 중 가장 유명한 것으로, 미국을 상징하는 캐릭터인 엉클 샘이 그려진 포스터가 있다. 아래 글귀에는 “샘 아저씨는 네가 육군에 지원하기를 원한다.”라고 쓰여져 있다. 미국 해군에서도 육군 못지않게 모병 포스터를 많이 발행했다.

### 영국

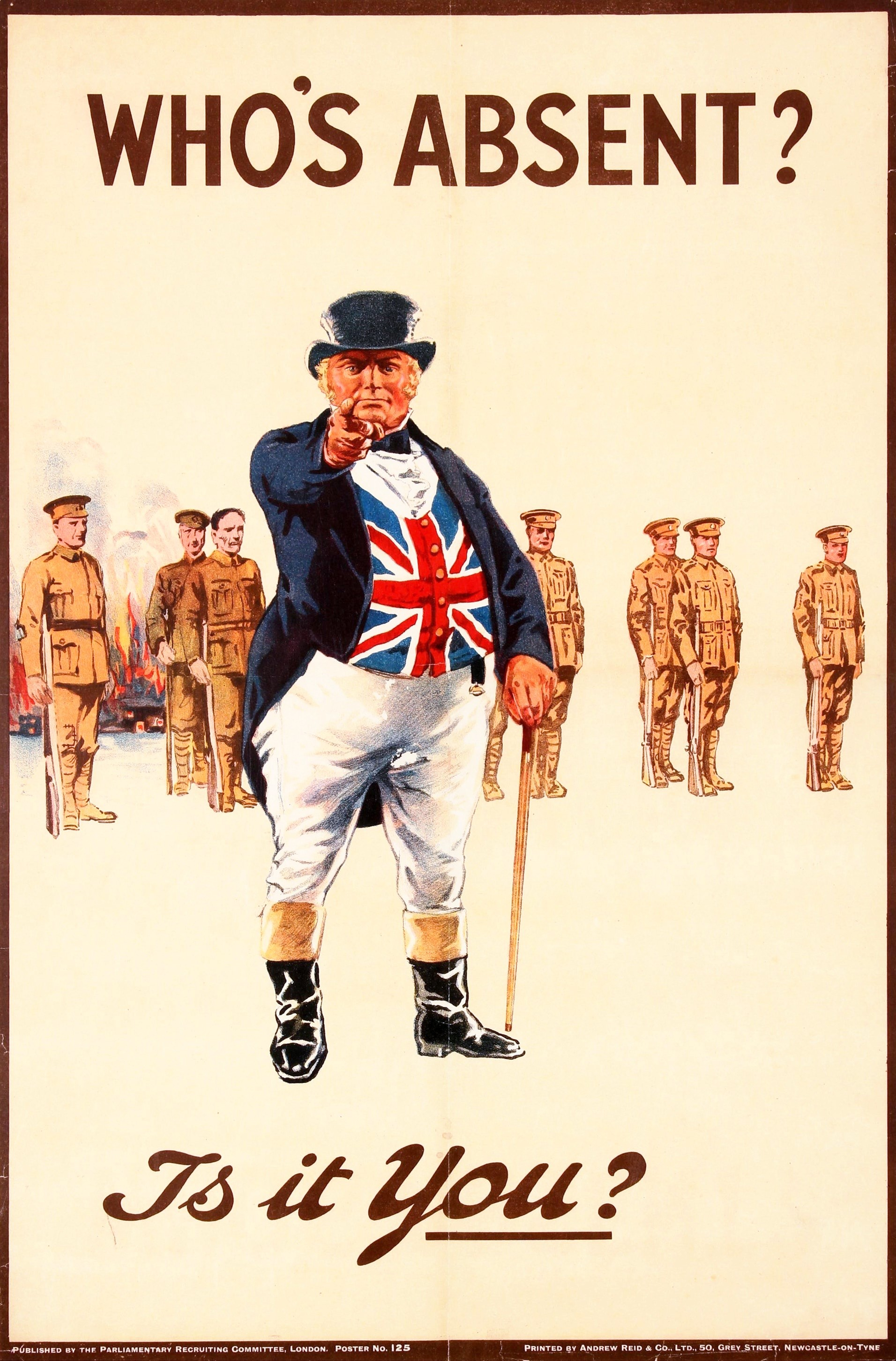
영국의 모병 포스터 “누가 빠졌습니까? 당신입니까?”

영국도 미국 못지않게 신병모집 포스터를 만들었다. 영국은 독일보다 인구가 부족하여 미성년자들까지 징집한 적이 있었다(주로 공부할 의지가 없는 남학생들이 해당되었다). 실제로 유틀란트 해전(1916년 덴마크 근처의 유틀란트 만에서 영국 해군과 독일 해군 사이에서 벌어졌던 전투)에 참전한 어떤 수병의 나이는 만15세였다고 한다.
- BE READY? JOIN NOW! : 준비가 되었습니까? 지금 참여하십시오!
- TAKE UP THE SWORD OF JUSTICE : 정의의 칼을 잡으십시오.
- WHO'S ABSENT? IS IT YOU? : 누가 빠졌습니까? 당신입니까?
- THERE'S ROOM FOR YOU ENLIST TO-DAY : 당신이 오늘 지원할 수 있는 자리가 마련되어 있습니다.
- WOMEN OF BRITAIN SAY - “GO!” : 영국의 여성들은 말합니다. “가세요!”
- DADDY, WHAT DID YOU DO IN THE GREAT WAR? : 아버지, 아버지는 1차 대전 때 무엇을 하셨나요?

## 미디어
|  |  |

|  |  |

## 같이 보기
- 미국 컬러코드 전쟁 계획
- 제1차 세계 대전의 사상자
- 20세기의 사망율
- 유럽 내전(영어판))
- 체코슬로바키아 군단
- 제1차 세계 대전에서 암살당한 인물 목록(영어판))
- 사망자수 순 전쟁 및 인공 재해 목록
- 전쟁 목록
- 제1차 세계 대전의 주제 목록(영어판))
- 제1차 세계 대전의 훈장 약칭(영어판))
- 제1차 세계 대전의 연표
- 제2차 세계대전

## 참고 문헌
참고 문헌 목록은 제1차 세계 대전의 서지 문서를 참조하십시오.
- American Battle Monuments Commission (1938), 《American Armies and Battlefields in Europe: A History, Guide, and Reference Book》, US Government Printing Office, OCLC 59803706
- 《Army Art of World War I》, United States Army Center of Military History: Smithsonian Institution, National Museum of American History, 1993, OCLC 28608539
- Bade, Klaus J; Brown, Allison (tr.) (2003), 《Migration in European History》, The making of Europe, Oxford: Blackwell, ISBN 0-631-18939-4, OCLC 52695573 (translated from the German)
- Baker, Kevin (June 2006), “Stabbed in the Back! The past and future of a right-wing myth”, 《Harper's Magazine》
- Balakian, Peter (2003), 《The Burning Tigris: The Armenian Genocide and America's Response》, New York: HarperCollins, ISBN 978-0-06-019840-4, OCLC 56822108
- Ball, Alan M (1996), 《And Now My Soul Is Hardened: Abandoned Children in Soviet Russia, 1918–1930》, Berkeley: University of California Press, ISBN 978-0-520-20694-6, reviewed in Hegarty, Thomas J (March–June 1998). “And Now My Soul Is Hardened: Abandoned Children in Soviet Russia, 1918–1930”. 《Canadian Slavonic Papers》. 2013년 5월 9일에 원본 문서에서 보존된 문서. 2014년 7월 13일에 확인함. (via Highbeam.com)
- Bass, Gary Jonathan (2002), 《Stay the Hand of Vengeance: The Politics of War Crimes Tribunals》, Princeton, New Jersey: Princeton University Press, 424pp쪽, ISBN 0-691-09278-8, OCLC 248021790
- Blair, Dale (2005), 《No Quarter: Unlawful Killing and Surrender in the Australian War Experience, 1915–1918》, Charnwood, Australia: Ginninderra Press, ISBN 1-74027-291-9, OCLC 62514621
- Brands, Henry William (1997), 《T. R.: The Last Romantic》, New York: Basic Books, ISBN 0-465-06958-4, OCLC 36954615
- Brown, Judith M. (1994), 《Modern India: The Origins of an Asian Democracy》, Oxford and New York: Oxford University Press, ISBN 0-19-873113-2
- Chickering, Rodger (2004), 《Imperial Germany and the Great War, 1914–1918》, Cambridge: Cambridge University Press, ISBN 0-521-83908-4, OCLC 55523473
- Clark, Charles Upson (1927), 《Bessarabia, Russia and Roumania on the Black Sea》, New York: Dodd, Mead, OCLC 150789848, 2019년 10월 8일에 원본 문서에서 보존된 문서, 2014년 7월 13일에 확인함
- Cockfield, Jamie H (1997), 《With snow on their boots : The tragic odyssey of the Russian Expeditionary Force in France during World War 1》, Palgrave Macmillan, ISBN 0-312-22082-0
- Conlon, Joseph M, 《The historical impact of epidemic typhus》 (PDF), Montana State University, 2010년 6월 11일에 원본 문서 (PDF)에서 보존된 문서, 2009년 4월 21일에 확인함
- Cook, Tim (2006), “The politics of surrender: Canadian soldiers and the killing of prisoners in the First World War”, 《The Journal of Military History》 70 (3): 637–665, doi:10.1353/jmh.2006.0158, ISSN 0899-3718
- Cross, Wilbur L (1991), 《Zeppelins of World War I》, New York: Paragon Press, ISBN 978-1-55778-382-0, OCLC 22860189
- Djokić, Dejan (2003), 《Yugoslavism : histories of a failed idea, 1918–1992》, London: Hurst, OCLC 51093251
- Doughty, Robert A. (2005), 《Pyrrhic victory: French strategy and operations in the Great War》, Harvard University Press, ISBN 978-0-674-01880-8
- Duffy, Michael, 《Somme》, First World War.com, ISBN 0-297-84689-2, 2007년 2월 25일에 확인함
- Dupuy, R. Ernest and Trevor N. (1993), 《The Harper's Encyclopedia of Military History, 4th Edition》, Harper Collins Publishers, ISBN 978-0-06-270056-8
- Encyclopaedia Britannica (12th ed. 1922) comprises the 11th edition plus three new volumes 30-31-32 that cover events since 1911 with very thorough coverage of the war as well as every country and colony. partly online and list of article titles
  - full text of vol 30 ABBE to ENGLISH HISTORY online free
  - scans of each page of vol 30-31-32
- Evans, David (2004), 《The First World War》, Teach yourself, London: Hodder Arnold, ISBN 0-340-88489-4, OCLC 224332259
- Evans, Leslie (2005년 5월 27일), 《Future of Iraq, Israel-Palestine Conflict, and Central Asia Weighed at International Conference》, UCLA International Institute, 2008년 5월 24일에 원본 문서에서 보존된 문서, 2008년 12월 30일에 확인함
- Falls, Cyril Bentham (1960), 《The First World War》, London: Longmans, ISBN 1-84342-272-7, OCLC 460327352
- Farwell, Byron (1989), 《The Great War in Africa, 1914–1918》, W.W. Norton, ISBN 978-0-393-30564-7
- Ferguson, Niall (1999), 《The Pity of War》, New York: Basic Books, 563pp쪽, ISBN 0-465-05711-X, OCLC 41124439
- Ferguson, Niall (2006), 《The War of the World: Twentieth-Century Conflict and the Descent of the West》, New York: Penguin Press, ISBN 1-59420-100-5
- Fortescue, Granville Roland (1915년 10월 28일), “London in Gloom over Gallipoli; Captain Fortescue in Book and Ashmead-Bartlett in Lecture Declare Campaign Lost”, 《New York Times》
- Fromkin, David (1989). 《A Peace to End All Peace: The Fall of the Ottoman Empire and the Creation of the Modern Middle East》. New York: Henry Holt and Co. ISBN 0-8050-0857-8.
- Fromkin, David (2001), 《A Peace to End All Peace: The Fall of the Ottoman Empire and the Creation of the Modern Middle East》, New York: Owl Books, 119쪽, ISBN 0-8050-6884-8, OCLC 53814831
- Fromkin, David (2004), 《Europe's Last Summer: Who Started the Great War in 1914?》, New York: Alfred A. Knopf, ISBN 0-375-41156-9, OCLC 53937943
- Gelvin, James L (2005), 《The Israel-Palestine Conflict: One Hundred Years of War》, Cambridge: Cambridge University Press, ISBN 0-521-85289-7, OCLC 59879560
- Grant, R.G. (2005), 《Battle: A Visual Journey Through 5,000 Years of Combat》, DK Publishing, ISBN 978-0-7566-5578-5
- Gray, Randal; Argyle, Christopher (1990), 《Chronicle of the First World War》, New York: Facts on File, ISBN 978-0-8160-2595-4, OCLC 19398100
- Gilbert, Martin (1994), 《First World War》, Stoddart Publishing, ISBN 978-0-7737-2848-6
- Gilbert, Martin (2004), 《The First World War: A Complete History》, Clearwater, Florida: Owl Books, 306쪽, ISBN 0-8050-7617-4, OCLC 34792651
- Goodspeed, Donald James (1985), 《The German Wars 1914–1945》, New York: Random House; Bonanza, ISBN 978-0-517-46790-9
- Gray, Randal (1991), 《Kaiserschlacht 1918: the final German offensive》, Osprey, ISBN 978-1-85532-157-1
- Green, John Frederick Norman (1938), “Obituary: Albert Ernest Kitson”, 《Geological Society Quarterly Journal》 (Geological Society) 94
- Halpern, Paul G (1995), 《A Naval History of World War I》, New York: Routledge, ISBN 1-85728-498-4, OCLC 60281302
- Harris, J. P. (2008), 《Douglas Haig and the First World War》 2009판, Cambridge: CUP, ISBN 978-0-521-89802-7
- Hartcup, Guy (1988), 《The War of Invention; Scientific Developments, 1914–18》, Brassey's Defence Publishers, ISBN 0-08-033591-8
- Havighurst, Alfred F (1985), 《Britain in transition: the twentieth century》 4판, University of Chicago Press, ISBN 978-0-226-31971-1
- Heller, Charles E (1984), 《Chemical warfare in World War I : the American experience, 1917–1918》, Fort Leavenworth, Kansas: Combat Studies Institute, OCLC 123244486, 2007년 7월 4일에 원본 문서에서 보존된 문서, 2014년 7월 13일에 확인함
- Heyman, Neil M (1997), 《World War I》, Guides to historic events of the twentieth century, Westport, Connecticut: Greenwood Press, ISBN 0-313-29880-7, OCLC 36292837
- Hickey, Michael (2003), 《The Mediterranean Front 1914–1923》, The First World War 4, New York: Routledge, 60–65쪽, ISBN 0-415-96844-5, OCLC 52375688
- Hinterhoff, Eugene (1984),  Young, Peter, 편집., “The Campaign in Armenia”, 《Marshall Cavendish Illustrated Encyclopedia of World War I》 (New York: Marshall Cavendish) ii, ISBN 0-86307-181-3
- Hooker, Richard (1996), 《The Ottomans》, Washington State University, 1999년 10월 8일에 원본 문서에서 보존된 문서, 2008년 12월 30일에 확인함
- Horne, John; Kramer, Alan (2001), 《German Atrocities, 1914: A History of Denial》, Yale University Press, OCLC 47181922
- Hovannisian, Richard G. (1967), 《Armenia on the Road to Independence, 1918》, Berkeley: University of California Press, ISBN 0-520-00574-0
- Hull, Isabel Virginia (2006), 《Absolute destruction: military culture and the practices of war in Imperial Germany》, Cornell University Press, ISBN 978-0-8014-7293-0
- Humphries, Mark Osborne (2007),  Hayes, Geoffrey; Iarocci, Andrew; Bechthold, Mike, 편집., 《Vimy Ridge: A Canadian Reassessment》, Waterloo: Wilfrid Laurier University Press, 65–85쪽, ISBN 0-88920-508-6
- Inglis, David (1995), 《Vimy Ridge: 1917–1992, A Canadian Myth over Seventy Five Years》 (PDF), Burnaby: Simon Fraser University, 2018년 9월 16일에 원본 문서 (PDF)에서 보존된 문서, 2014년 7월 13일에 확인함
- Isaac, Jad; Hosh, Leonardo (1992), 《Roots of the Water Conflict in the Middle East》, University of Waterloo, 2006년 9월 28일에 원본 문서에서 보존된 문서, 2014년 7월 13일에 확인함
- Jenkins, Burris A (2009), 《Facing the Hindenburg Line》, BiblioBazaar, ISBN 978-1-110-81238-7
- Johnson, James Edgar (2001), 《Full Circle: The Story of Air Fighting》, London: Cassell, ISBN 0-304-35860-6, OCLC 45991828
- Jones, Howard (2001), 《Crucible of Power: A History of US Foreign Relations Since 1897》, Wilmington, Delaware: Scholarly Resources Books, ISBN 0-8420-2918-4, OCLC 46640675
- Kaplan, Robert D (February 1993), “Syria: Identity Crisis”, 《The Atlantic》, 2008년 12월 30일에 확인함
- Karp, Walter (1979), 《The Politics of War》 1판, ISBN 0-06-012265-X, OCLC 4593327, Wilson's maneuvering US into war
- Keegan, John (1998), 《The First World War》, Hutchinson, ISBN 0-09-180178-8, general military history
- Keene, Jennifer D (2006), 《World War I》, Daily Life Through History Series, Westport, Connecticut: Greenwood Press, 5쪽, ISBN 0-313-33181-2, OCLC 70883191
- Kernek, Sterling (December 1970), “The British Government's Reactions to President Wilson's 'Peace' Note of December 1916”, 《The Historical Journal》 13 (4): 721–766, doi:10.1017/S0018246X00009481, JSTOR 2637713
- Kitchen, Martin (2000) [1980], 《Europe Between the Wars》, New York: Longman, ISBN 0-582-41869-0, OCLC 247285240
- Knobler, Stacey L, 편집. (2005), 《The Threat of Pandemic Influenza: Are We Ready? Workshop Summary》, Washington DC: National Academies Press, ISBN 0-309-09504-2, OCLC 57422232, 2008년 8월 30일에 원본 문서에서 보존된 문서, 2014년 7월 13일에 확인함
- Kurlander, Eric (2006), 《Steffen Bruendel. Volksgemeinschaft oder Volksstaat: Die "Ideen von 1914" und die Neuordnung Deutschlands im Ersten Weltkrieg》 (Book review), H-net, 2009년 11월 17일에 확인함
- Lehmann, Hartmut; van der Veer, Peter, 편집. (1999), 《Nation and religion: perspectives on Europe and Asia》, Princeton, New Jersey: Princeton University Press, ISBN 0-691-01232-6, OCLC 39727826
- Lewy, Guenter (2005), 《The Armenian Massacres in Ottoman Turkey: A Disputed Genocide》, Salt Lake City, Utah: University of Utah Press, ISBN 0-87480-849-9, OCLC 61262401
- Love, Dave (1996년 5월), “The Second Battle of Ypres, April 1915”, 《Sabretasche》 26 (4)
- Lyons, Michael J (1999), 《World War I: A Short History》 2판, Prentice Hall, ISBN 0-13-020551-6
- Ludendorff, Erich (1919), 《My War Memories, 1914–1918》, OCLC 60104290 also published as 《Ludendorff's Own Story, August 1914 – November 1918: The Great War from the Siege of Liège to the Signing of the Armistice as Viewed from the Grand Headquarters of the German Army》. Harper. OCLC 561160. (original title Meine Kriegserinnerungen, 1914–1918)
- Magliveras, Konstantinos D (1999), 《Exclusion from Participation in International Organisations: The Law and Practice behind Member States' Expulsion and Suspension of Membership》, Martinus Nijhoff Publishers, ISBN 90-411-1239-1
- Martel, Gordon (2003), 《The Origins of the First World War》, Pearson Longman, Harlow
- Mawdsley, Evan (2008), 《The Russian Civil War》 inburgh판, Birlinn location, ISBN 1-84341-041-9
- McLellan, Edwin N, 《The United States Marine Corps in the World War》
- Meyer, Gerald J (2006), 《A World Undone: The Story of the Great War 1914 to 1918》, Random House, ISBN 978-0-553-80354-9
- Millett, Allan Reed; Murray, Williamson (1988), 《Military Effectiveness》, Boston: Allen Unwin, ISBN 0-04-445053-2, OCLC 220072268
- Moon, John Ellis van Courtland (July 1996), “United States Chemical Warfare Policy in World War II: A Captive of Coalition Policy?”, 《The Journal of Military History》 (Society for Military History) 60 (3): 495–511, doi:10.2307/2944522, JSTOR 2944522
- Morton, Desmond (1992), 《Silent Battle: Canadian Prisoners of War in Germany, 1914–1919》, Toronto: Lester Publishing, ISBN 1-895555-17-5, OCLC 29565680
- Mosier, John (2001), 〈Germany and the Development of Combined Arms Tactics〉, 《Myth of the Great War: How the Germans Won the Battles and How the Americans Saved the Allies》, New York: Harper Collins, ISBN 0-06-019676-9
- Muller, Jerry Z (March–April 2008), “Us and Them – The Enduring Power of Ethnic Nationalism”, 《Foreign Affairs》 (Council on Foreign Relations), 2008년 12월 30일에 확인함
- Neiberg, Michael S (2005), 《Fighting the Great War: A Global History》, Cambridge, Mass: Harvard University Press, ISBN 0-674-01696-3, OCLC 56592292
- Nicholson, Gerald WL (1962), 《Canadian Expeditionary Force, 1914–1919: Official History of the Canadian Army in the First World War》 1판, Ottawa: Queens Printer and Controller of Stationary, OCLC 2317262, 2007년 5월 16일에 원본 문서에서 보존된 문서, 2007년 5월 16일에 확인함
- Northedge, FS (1986), 《The League of Nations: Its Life and Times, 1920–1946》, New York: Holmes & Meier, ISBN 0-7185-1316-9
- Page, Thomas Nelson, 《Italy and the World War》, Brigham Young University, Chapter XI cites "Cf. articles signed XXX in La Revue de Deux Mondes, 1 and 15 March 1920"
- Painter, David S. (2012), “Oil and the American Century” (PDF), 《The Journal of American History》 99 (1): 24–39, doi:10.1093/jahist/jas073
- Phillimore, George Grenville; Bellot, Hugh HL (1919), “Treatment of Prisoners of War”, 《Transactions of the Grotius Society》 5: 47–64, OCLC 43267276
- Pitt, Barrie (2003), 《1918: The Last Act》, Barnsley: Pen and Sword, ISBN 0-85052-974-3, OCLC 56468232
- Price, Alfred (1980), 《Aircraft versus Submarine: the Evolution of the Anti-submarine Aircraft, 1912 to 1980》, London: Jane's Publishing, ISBN 0-7106-0008-9, OCLC 10324173 Deals with technical developments, including the first dipping hydrophones
- Prior, Robin (1999), 《The First World War》, London: Cassell, ISBN 0-304-35256-X
- Raudzens, George (October 1990), “War-Winning Weapons: The Measurement of Technological Determinism in Military History”, 《The Journal of Military History》 (Society for Military History) 54 (4): 403–434, doi:10.2307/1986064, JSTOR 1986064
- Repington, Charles à Court (1920), 《The First World War, 1914–1918》 2, London: Constable, ISBN 1-113-19764-1
- Rickard, J (2001년 3월 5일), “Erich von Ludendorff, 1865–1937, German General”, 《Military History Encyclopedia on the Web》 (HistoryOfWar.org), 2008년 2월 6일에 확인함
- Rickard, J (2007년 8월 27일), 《The Ludendorff Offensives, 21 March-18 July 1918》, 2017년 10월 10일에 원본 문서에서 보존된 문서, 2022년 1월 4일에 확인함
- Roden, Mike, “The Lost Generation – myth and reality”, 《Aftermath – when the boys came home》, 2009년 12월 1일에 원본 문서에서 보존된 문서, 2009년 11월 6일에 확인함
- Saadi, Abdul-Ilah, 《Dreaming of Greater Syria》, Al Jazeera, 2009년 11월 17일에 확인함
- Sachar, Howard Morley (1970), 《The emergence of the Middle East, 1914–1924》, Allen Lane, ISBN 0-7139-0158-6, OCLC 153103197
- Salibi, Kamal Suleiman (1993), 〈How it all began – A concise history of Lebanon〉, 《A House of Many Mansions – the history of Lebanon reconsidered》, I.B. Tauris, ISBN 1-85043-091-8, OCLC 224705916, 2017년 4월 3일에 원본 문서에서 보존된 문서, 2014년 7월 13일에 확인함
- Schindler, J (2003), “Steamrollered in Galicia: The Austro-Hungarian Army and the Brusilov Offensive, 1916”, 《War in History》 10 (1): 27–59, doi:10.1191/0968344503wh260oa
- Shanafelt, Gary W (1985), 《The secret enemy: Austria-Hungary and the German alliance, 1914–1918》, East European Monographs, ISBN 978-0-88033-080-0
- Shapiro, Fred R; Epstein, Joseph (2006), 《The Yale Book of Quotations》, Yale University Press, ISBN 0-300-10798-6
- Souter, Gavin (2000), 《Lion & Kangaroo: the initiation of Australia》, Melbourne: Text Publishing, OCLC 222801639
- Sisemore, James D (2003), 《The Russo-Japanese War, Lessons Not Learned》, US Army Command and General Staff College, 2009년 3월 4일에 원본 문서에서 보존된 문서, 2021년 3월 11일에 확인함
- Smele, Jonathan, “War and Revolution in Russia 1914–1921”, 《World Wars in-depth》 (BBC), 2011년 11월 10일에 원본 문서에서 보존된 문서, 2009년 11월 12일에 확인함
- Speed, Richard B, III (1990), 《Prisoners, Diplomats and the Great War: A Study in the Diplomacy of Captivity》, New York: Greenwood Press, ISBN 0-313-26729-4, OCLC 20694547
- Stevenson, David (1996), 《Armaments and the Coming of War: Europe, 1904–1914》, New York: Oxford University Press, ISBN 0-19-820208-3, OCLC 33079190
- Stevenson, David (2004), 《Cataclysm: The First World War as Political Tragedy》, New York: Basic Books, 560pp쪽, ISBN 0-465-08184-3, OCLC 54001282
- Strachan, Hew (2003), 《The First World War: Volume I: To Arms》, New York: Viking, ISBN 0-670-03295-6, OCLC 53075929
- Taylor, Alan John Percivale (1963), 《The First World War: An Illustrated History》, Hamish Hamilton, ISBN 0-399-50260-2, OCLC 2054370
- Taylor, Alan John Percivale (1998), 《The First World War and its aftermath, 1914–1919》, Century of Conflict, 1848–1948, London: Folio Society, OCLC 49988231
- Taylor, John M (2007), “Audacious Cruise of the Emden”, 《The Quarterly Journal of Military History》 19 (4): 38–47, doi:10.1353/jmh.2007.0331 (년 이후로 접속 불가 2010-07-26), ISSN 0899-3718
- Terraine, John (1963), 《Ordeal of Victory》, Philadelphia: J. B. Lippincott, 508pp쪽, ISBN 0-09-068120-7, OCLC 1345833
- Tschanz, David W, 《Typhus fever on the Eastern front in World War I》, Montana State University, 2010년 6월 11일에 원본 문서에서 보존된 문서, 2009년 11월 12일에 확인함
- Tuchman, Barbara Wertheim (1966), 《Zimmermann Telegram》 2판, New York: Macmillan, ISBN 0-02-620320-0, OCLC 233392415
- Tucker, Spencer C; Roberts, Priscilla Mary (2005), 《Encyclopedia of World War I》, Santa Barbara: ABC-Clio, ISBN 1-85109-420-2, OCLC 61247250
- Tucker, Spencer C; Wood, Laura Matysek; Murphy, Justin D (1999), 《The European powers in the First World War: an encyclopedia》, Taylor & Francis, ISBN 978-0-8153-3351-7
- von der Porten, Edward P (1969), 《German Navy in World War II》, New York: T. Y. Crowell, ISBN 0-213-17961-X, OCLC 164543865
- Westwell, Ian (2004), 《World War I Day by Day》, St. Paul, Minnesota: MBI Publishing, 192pp쪽, ISBN 0-7603-1937-5, OCLC 57533366
- Wilgus, William John (1931), 《Transporting the A. E. F. in Western Europe, 1917–1919》, New York: Columbia University Press, OCLC 1161730
- Willmott, H.P. (2003), 《World War I》, New York: Dorling Kindersley, ISBN 0-7894-9627-5, OCLC 52541937
- Winegard, Timothy, “Here at Vimy: A Retrospective – The 90th Anniversary of the Battle of Vimy Ridge”, 《Canadian Military Journal》 8 (2)
- Winter, Denis (1983), 《The First of the Few: Fighter Pilots of the First World War》, Penguin, ISBN 978-0-14-005256-5
- Wohl, Robert (1979), 《The Generation of 1914》 3판, Harvard University Press, ISBN 978-0-674-34466-2
- Zieger, Robert H (2001), 《America's Great War: World War I and the American experience》, Lanham, Maryland: Rowman & Littlefield, 50쪽, ISBN 0-8476-9645-6
- “History in brief (Israel)”, 《The Economist》, 2005년 7월 28일, 2008년 12월 30일에 확인함
- Israeli Foreign Ministry, 《Ottoman Rule》, Jewish Virtual Library, 2008년 12월 30일에 확인함

### 지도 애니메이션
- An animated map "Europe plunges into war" 보관됨 2020-06-04 - 웨이백 머신
- An animated map of Europe at the end of the war 보관됨 2020-06-04 - 웨이백 머신